# Retkinia

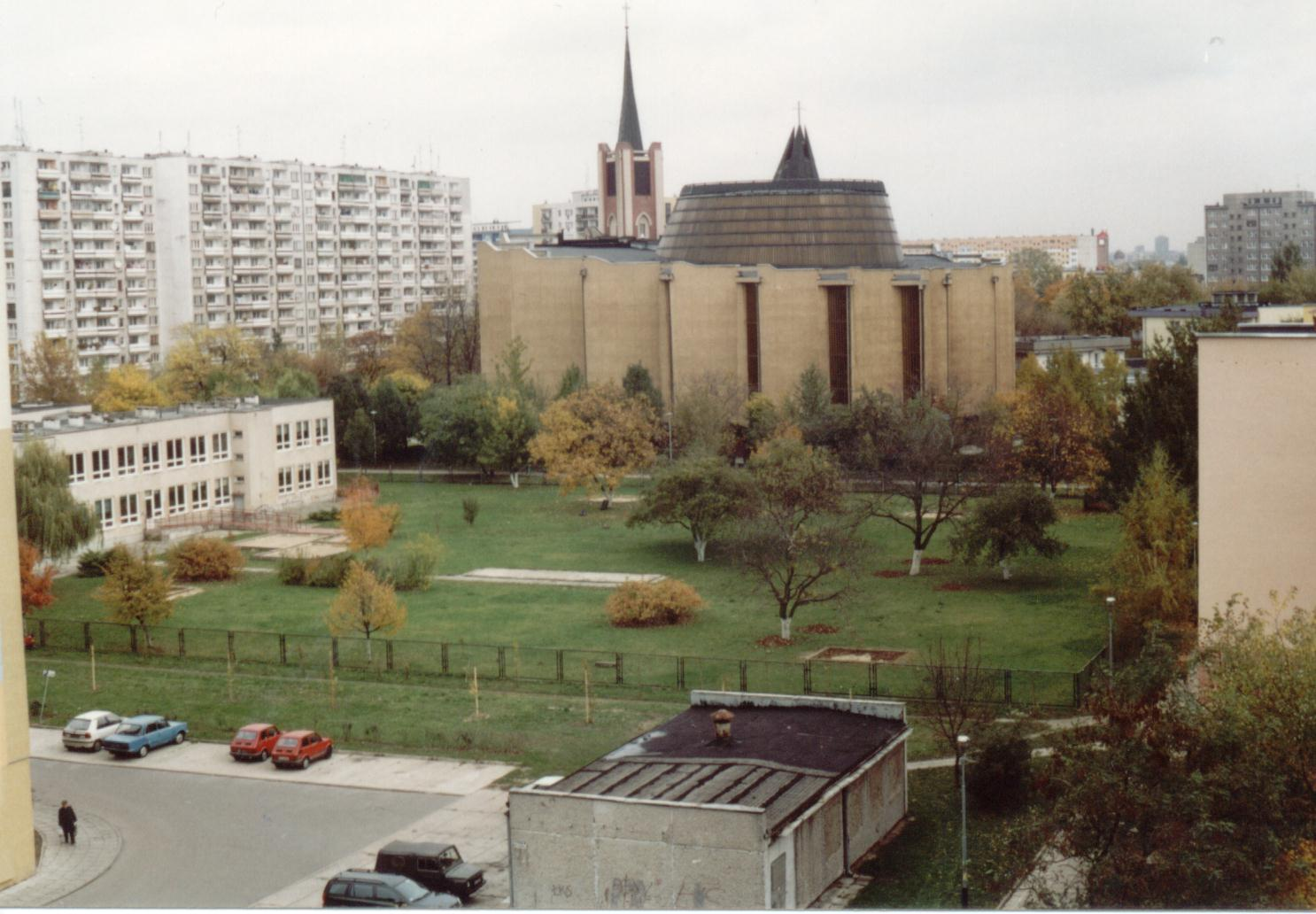
Retkinia, na pierwszym planie kościół pw. Najświętszego Serca Jezusowego w Łodzi-Retkini

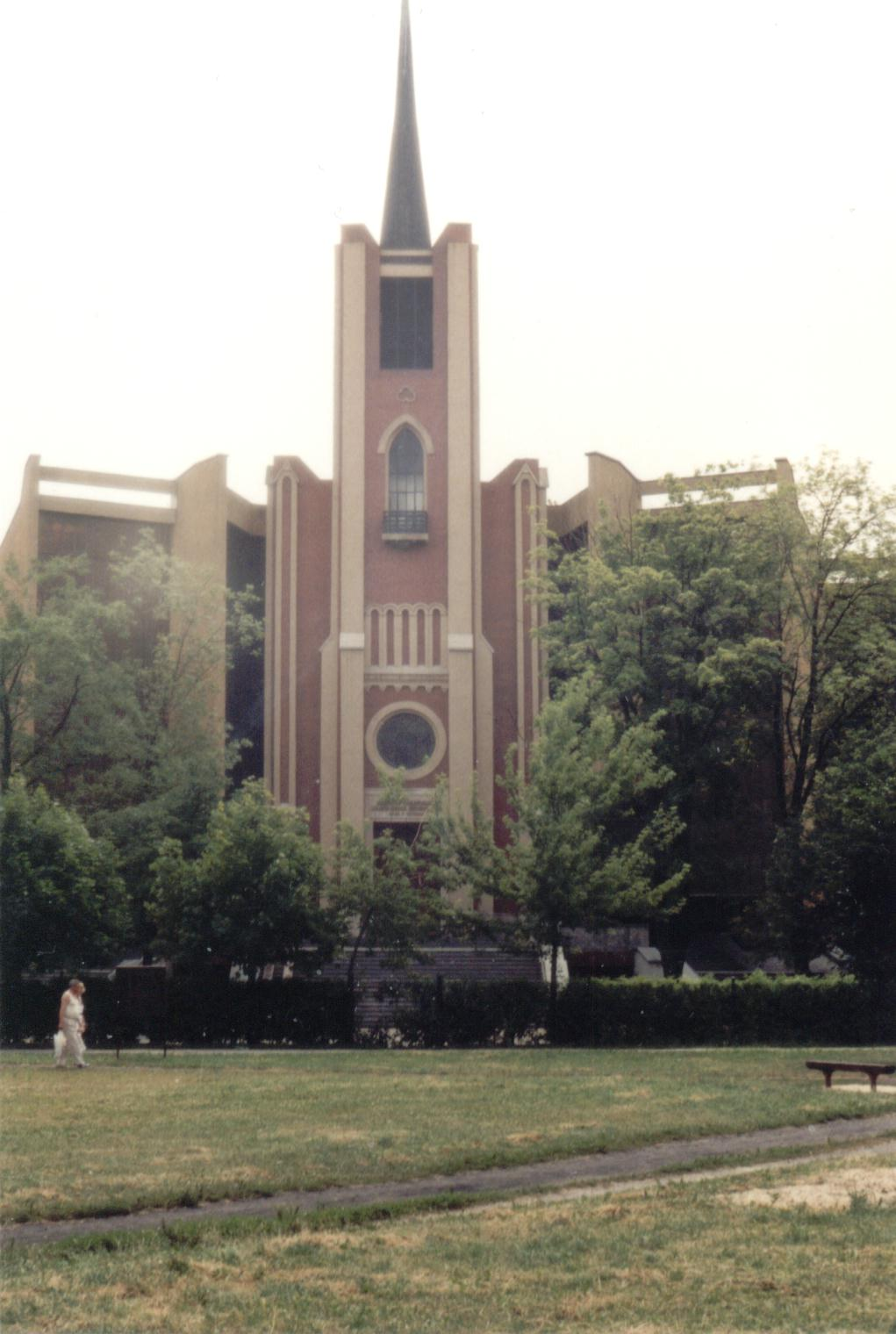
kościół pw. Najświętszego Serca Jezusowego; po rozbudowie z początku lat 80. XX wieku, z pierwotnego neogotyckiego charakteru budowli zachowała się tylko część ściany frontowej wraz z dzwonnicą

Retkinia (do 1946 jako wieś Retkinia) – łódzkie osiedle mieszkaniowe, położone w południowo-zachodniej części Łodzi, na obszarze Polesia. Charakterystycznym elementem architektury osiedla są bloki i wieżowce wielkopłytowe, zbudowane w latach 1971–1985 w miejscu prawie wszystkich zabudowań dawnej wsi i jej okolicznych. 
Wieś kapituły katedralnej krakowskiej w powiecie brzezińskim województwa łęczyckiego w końcu XVI wieku.

## Historia

### Wieś Retkinia – historia

#### Pochodzenie nazwy
Toponimia nazwy osiedla jest dość niejasna. Istnieje teoria, że wywodzi się ona ze staropolskich słów ret i kin (lub kiń), oznaczających sieć oraz rzuć. Miałoby to wskazywać na fakt, iż obszary dzisiejszego osiedla były niegdyś miejscem dobrym do łowienia ryb. Zdaniem innych słowa ret kin są skróconą wersją zwrotu oznaczającego rzuć sieć (i idź za rzekę (Dobrzynkę)). Wskazywać by to miało, iż leśne i niezaludnione obszary dzisiejszej Retkini były miejscem osadnictwa zbiegów chłopskich z okolic położonych na południowy zachód od dzisiejszego osiedla, zaś owa „sieć” nie oznacza sprzętu rybackiego, a myśliwski; tamtejsi chłopi z osad służebnych mieli bowiem obowiązek corocznego dostarczania księciu sprzętu myśliwskiego. Inna teoria głosi, że nazwa wsi ma charakter dzierżawczy i została "utworzona od staropolskiej nazwy osobowej Retko (Retka) za pomocą przyrostka -nia".

#### Najdawniejsze dzieje Retkini
Najstarsze ślady osadnictwa ludzkiego na terenie dzisiejszego osiedla pochodzą z okresu neolitu. Najważniejszym znaleziskiem archeologicznym z terenu osiedla jest szkieletowy grób kobiecy z III wieku n.e. odkryty na polu w pobliżu obecnego Ogrodu Botanicznego w 1935 r. (tzw. „Księżniczka z Retkini”).
Do II wojny światowej Retkinia była podłódzką wsią, której istnienie potwierdzone jest od XIV wieku. Najstarsza pisana wzmianka o tej osadzie, nazywanej wówczas Retkiń, pochodzi z 1398 r., z dokumentu powołującego parafię św. Mateusza w Pabianicach. W XVI wieku nazwę zanotowano jako Rethynya. Aż do początku XIX w. była to niewielka osada, związana nie z Łodzią, a z pobliskimi Pabianicami, gdzie m.in. mieścił się kościół parafialny dla mieszkańców Retkini. Od późnego średniowiecza wieś wchodziła w skład Klucza Pabianickiego dóbr kapituły biskupiej z Krakowa, a administracyjnie wraz z Łodzią leżała w granicach województwa łęczyckiego.
Dzieje Retkini aż do końca XVIII w. znane są jedynie fragmentarycznie, jednak z niezbyt licznych istniejących dokumentów wynika, iż osada przechodziła koleje losu typowe dla innych miejscowości leżących na granicy Wielkopolski i Mazowsza, tj. na ziemi sieradzkiej i ziemi łęczyckiej. Pod koniec XV wieku dobra pabianickie znacznie zubożały, co było wynikiem dwukrotnego przejścia przez nie wojsk najemnych (w 1475 i 1479 r.), jednak nie wiadomo, do jakiego stopnia wydarzenia te dotknęły samą Retkinię. Wiadomo natomiast, iż w początku XVI w. liczba mieszkańców okolic Retkini znacząco spadła w wyniku kilku zaraz, jakie w owym czasie pustoszyły Polskę (źródła informują wręcz, że w pobliskich Chocianowiczach, czyli późniejszej Rudzie Pabianickiej, wymarli wszyscy kmiecie, a sama osada została porzucona).
W 1529 r. arcybiskup Jan Łaski zwolnił Retkinię z obowiązku płacenia dziesięciny na rzecz stołu arcybiskupiego przekazując wpływy z niej kolegiacie łaskiej. Na początku XVI wieku Retkinia była wsią należącą do kapituły krakowskiej i dawała jedynie plebanowi za kolędę po groszu od domu. W historycznych dokumentach podatkowych zachowały się ponadto informacje z lat 1552–1576. Według zapisów zaczerpniętych z regestów podatkowych powiatu brzezińskiego grunty retkińskie zajmowały obszar 12 łanów, zaś samą osadę zamieszkiwało 5 zagrodników, 24 kmieci i 1 komornik. We wsi znajdowała się wówczas karczma oraz młyn. Wiek XVI był okresem znacznego rozwoju dóbr pabianickich, jednak wojny, które dotknęły Rzeczpospolitą Obojga Narodów w wieku XVII, przyniosły ze sobą rabunki wrogich wojsk i kryzys gospodarczy, który dotknął również ziemie włości pabianickiej, w tym Retkinię.

#### XIX wiek
W wyniku rozbiorów Polski miejscowość początkowo znalazła się w zaborze pruskim, a potem przeszła w posiadanie Rosji i znalazła się w zaborze rosyjskim. Po upaństwowieniu dóbr kościelnych w roku 1797 Retkinia stała się własnością rządową, początkowo rządu pruskiego, a od 1807 – Księstwa Warszawskiego, zaś potem – Królestwa Polskiego. Według oficjalnych statystyk Królestwa Kongresowego z 1827 r. wieś Retkinia (leżąca wówczas w powiecie szadkowskim obwodu sieradzkiego województwa kaliskiego) liczyła sobie 33 domy zamieszkane przez 300 osób.
W 1839 r. rząd sprzedał 15 włók lasu z obrębu Retkinia Janowi i Konstantemu Siemiątkowskim, którzy wkrótce odsprzedali go kolejnej osobie. W roku 1841 od rządu Królestwa Polskiego wieś Retkinię (oraz inne dobra w okolicy, m.in. tereny późniejszej wsi Lublinek) nabył wysoki urzędnik administracji rządowej, Mateusz Lubowidzki. Lubowidzcy systematycznie rozprzedawali swoje posiadłości i w roku 1854 sprzedali Retkinię Wilhelmowi Nenckiemu, w którego posiadaniu wieś pozostawała do uwłaszczenia w roku 1864. Wiadomo, że w latach pięćdziesiątych XIX wieku wieś należała do gminy Widzew, ale już w roku 1860 była częścią gminy Bruss.
W 1851 r. część miejscowości w rejonie późniejszej osady Zagrodniki została w znacznej mierze zniszczona przez wielki pożar. Cztery lata później wieś dotknęła klęska głodu i nieurodzaju spowodowana długotrwałymi deszczami, źródła wspominają też o dwukrotnej epidemii cholery.
W roku 1875 sprowadzony geometra przeprowadził scalanie i komasację gruntów wsi Retkinia, tworząc nowy podział przestrzenny wsi na kilka obszarów osiedleńczych. Grunty retkińskie podzielone zostały na tyle 22-hektarowych działek, ilu było gospodarzy, zaś o przydziale konkretnej działki decydował los. Powstały wówczas kolonie: Piaski, Brzózki, Zagrodniki, Działy, Długa Kolonia, Mała Kolonia.
Źródłem wiedzy o życiu codziennym Retkini w XIX wieku jest wydane w 1914 r. opracowanie historii wsi autorstwa jej pierwszego proboszcza, ks. Pawła Załuski. Przedstawia on obraz wsi pełnej zabobonów i praktyk o pogańskim rodowodzie, co można powiązać z faktem, iż kościół parafialny dla Retkini znajdował się w odległych Pabianicach i związanym z tym niskim stopniem uczestnictwa mieszkańców wsi w praktykach religijnych. Ks. Załuska wspomina między innymi zwyczaj rzucania grochu w górę przy stole wigilijnym celem odstraszania czarownic, obwiązywanie drzewek owocowych słomą w okresie bożonarodzeniowym na lepszy urodzaj czy też pędzenie koni w drodze z kościoła 25 grudnia aby „je zabezpieczyć od pocenia się latem przy robocie”. Z kolei śmigus-dyngus miał na Retkini wyjątkowo intensywny charakter i, jak informuje ks. Załuska, bywały przypadki śmierci polanych wodą dziewcząt w wyniku przeziębienia. Wieś miała też swojego lekarza-samouka, Jana Chrzciciela Szera, przybysza z Nadrenii, który leczył ziołami i nalewkami, ale „nie gardził i takim środkiem pomocniczym, jak zażegnywanie”. Z zapisków pierwszego retkińskiego proboszcza wiadomo również, że „pisanek w Retkini na Wielkanoc nie pisali" – mieszkańcy wsi nie znali tego zwyczaju.

#### Retkinia w sferze wpływów Łodzi
Wraz z początkiem gwałtownego rozwoju sąsiedniej Łodzi dość szybko zwiększała się liczba mieszkańców Retkini: ok. 1855 była ona dużą wsią zamieszkaną przez ok. 500–650 osób. Jako wieś położoną nad rzeką Stawek i leżącą w gminie Bruss w parafii Pabianice w powiecie łódzkim opisał ją XIX wieczny Słownik geograficzny Królestwa Polskiego. W 1881 w części wiejskiej znajdowało się w 50 domostw liczących 560 mieszkańców. Część ta liczyła w sumie 1356 morg ziemi należącej w całości do włościan. Ponadto w jednomorgowej osadzie karczmarza znajdował się 1 dom, zamieszkany przez 8 osób.

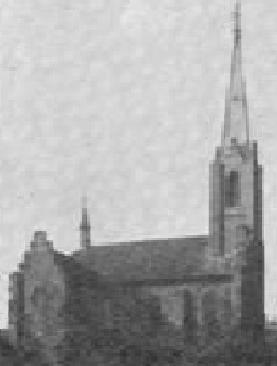
archiwalne zdjęcie retkińskiego kościoła

Dalszy rozwój populacji spowodował, że podjęto starania o utworzenie na terenie wsi parafii rzymskokatolickiej.
W 1907 rozpoczęto budowę tymczasowej kaplicy, w 1909 r. wydzielono teren pod cmentarz, a 18 maja 1910 r. biskup kujawsko-kaliski Stanisław Zdzitowiecki oficjalnie erygował na Retkini parafię pw. Najświętszego Serca Jezusowego. Wkrótce postawiono murowany, neogotycki, jednonawowy kościół pw. Najświętszego Serca Jezusowego zbudowany na planie krzyża łacińskiego, który zastąpił drewnianą kaplicę.
W roku 1902 tereny Długiej Kolonii, Małej Kolonii i kolonii Zagrodniki zostały przecięte torami kolei warszawsko – kaliskiej. Dla zapewnienia rolnikom dojazdu do pól wybudowano dwa przejazdy przez tory: przy ul. Obywatelskiej oraz na wysokości obecnego osiedla „Balonowa”, przy dzisiejszych koszarach policji.
Bliskość i szybki rozwój pobliskiej Łodzi spowodowały dalsze powiększanie się miejscowości i wzrost liczby mieszkańców Retkini, w 1923 zamieszkiwało w niej ok. 2200 osób. Mieszkańcy wioski utrzymywali się głównie z rolnictwa, ale stopniowo wzrastała liczba osób, które pracowały w łódzkim przemyśle – w latach 20. XX wieku było to już ok. 150-200 osób.
W latach 20. związki Retkini z Łodzią stawały się coraz silniejsze: liczba ludności wsi wzrastała (w 1936 r. – ok. 4000 osób) i coraz większy odsetek mieszkańców pracował w Łodzi.

#### Okres okupacji niemieckiej
W okresie II wojny światowej Retkinia wraz z Łodzią została 9 listopada 1939 r. włączona do III Rzeszy. Z dniem 1 stycznia 1940 r. wieś Retkinia została włączona w granice miasta Łodzi (wtedy Lodsch, a 11 kwietnia 1940 r. przemianowanej na Litzmannstadt) i znalazła się od 16 czerwca 1940 r. w dzielnicy Karlshof. Po wyzwoleniu przywrócono stan prawny sprzed 1940 roku.
6 października 1941 r. okupanci niemieccy zamknęli retkiński kościół, który zamieniono na magazyn; proboszcz retkińskiej parafii – ks. Władysław Chojnacki został wywieziony do obozu koncentracyjnego w Dachau, gdzie w czerwcu 1942 r. został zamordowany.
15 czerwca 1942 r. o świcie wysiedlono z Retkini całą ludność polską. Akcja ta odbyła się w typowy dla tego typu wysiedleń sposób: wypędzani mieli pół godziny na spakowanie się i opuszczenie domów. Następnie zaś zmuszeni zostali do podpisania oświadczenia o dobrowolnym zrzeczeniu się praw do pozostawionego majątku. Część tych osób (najbardziej nadający się do pracy) została wywieziona na roboty do Rzeszy, natomiast większość osadzono w innych częściach Łodzi i w jej okolicach, gdzie aż do wyzwolenia pracowali na rzecz łódzkich Niemców. Po wojnie dawni mieszkańcy powrócili do swych domów.

### Przedwojenny podział Retkini
Tuż przed II wojną światową Retkinia była wsią o zabudowie zwartej, składającej się z kilku skupisk osadniczych. Poszczególne skupiska budynków (gospodarstwa) nosiły dodatkowe nazwy, które jednoznacznie identyfikowały ich lokalizację. W centralnej części wsi znajdował się kościół parafialny pw. Najświętszego Serca Jezusowego oraz budynek Ochotniczej Straży Pożarnej, w którym oprócz remizy znajdowała się również izba lekcyjna początkowo 3-klasowej, potem 7-klasowej szkoły podstawowej (późniejsza Szkoła Podstawowa nr 137).

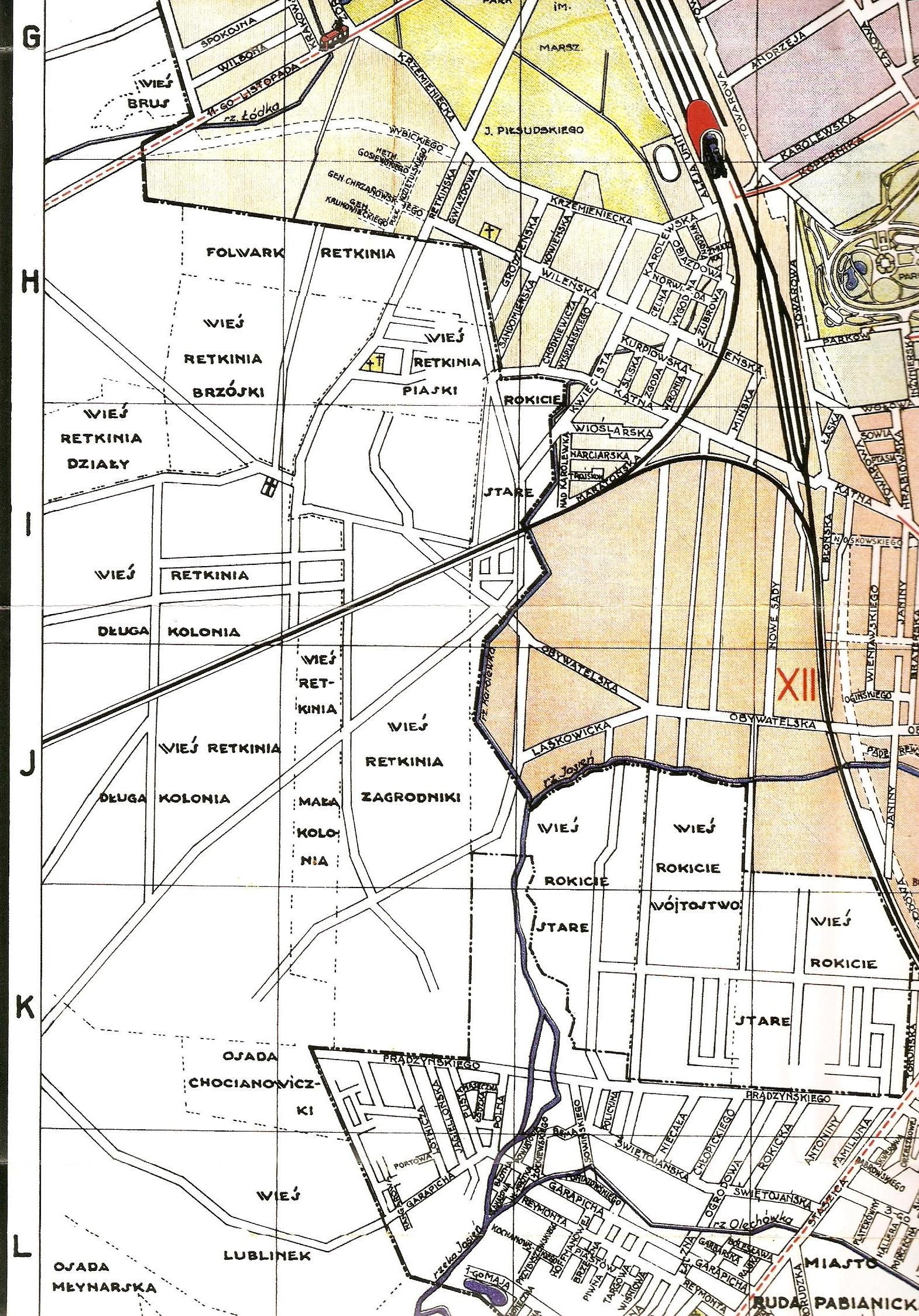
Łódź – fragment planu miasta z 1937 roku obejmujący obszar obecnych osiedli: Karolew i Retkinia

#### Skupiska osadnicze
W owym czasie na Retkini istniały wyodrębnione skupiska osadnicze:
- Retkinia Brzóski (Brzózki) – siedlisko rozciągające się wzdłuż późniejszej, częściowo zachowanej do dziś ulicy Hufcowej – prosta droga wiodąca spod wejścia do kościoła parafialnego w kierunku obecnej bramy wjazdowej do Ogrodu Botanicznego (od strony ul. Kusocińskiego) – obecny obszar wschodniej części osiedla Hufcowa (Botanik)
- Retkinia Długa (Długa Kolonia) – wzdłuż późniejszej, fragmentami zachowanej do dziś ulicy Balonowej – prosta droga wiodąca od obecnego skrzyżowania ul. Retkińskiej i ul. Maratońskiej do obecnej ul. Popiełuszki przy kościele parafialnym pw. Najświętszej Eucharystii, nazwę tej osady zapewne nadano w nawiązaniu do długiej drogi (2–3 km), wzdłuż której budowano domostwa – obecny rejon osiedla Balonowa (Retkinia-Południe) oraz południowa część osiedla Sympatyczna. Była to największa i najludniejsza część wsi Retkinia, zaś należące do niej grunty rolne ciągnęły się na południe, w okolice obecnego terminala lotniska Lublinek
- Retkinia Działy – siedlisko wzdłuż niezachowanej dziś, krótkiej drogi, noszącej w latach 1946–1976 nazwę ulicy Śrutowej, prostopadłej do dzisiejszej alei ks. kard. Stefana Wyszyńskiego. Istniejąca wówczas ul. Hokejowa – prosta droga wiodąca spod wejścia do kościoła parafialnego w kierunku zachodnim – stanowiła drogę graniczną między gruntami kolonii Działy i Długiej Kolonii (na południe od drogi). Grunty kolonii Działy ciągnęły się na zachód, do Zofiówki (Smulsko) oraz Srebrnej – na nich wybudowano obecne osiedle Retkinia-Północ
- Retkinia Piaski – na obszarze pomiędzy obecną ul. Retkińską od zachodu, Kusocińskiego od północy, ul. Rajdowej (w przybliżeniu) od wschodu. Granicę południową kolonii Piaski możemy określić, wytyczając linię prostą od budynku przy al. Wyszyńskiego 1 do budynku przy ul. Retkińskiej 80. Linia ta stanowiąc południową granicę Piasków jest jednocześnie północną granicą kolonii Zagrodniki. Teren ten obejmuje więc okolice istniejących do dziś ulic: Piaski i Kusocińskiego (na wschód od Retkińskiej) oraz nieistniejącej już ulicy Rakietowej (na tyłach cmentarza grzebalnego – teren Szkoły Podstawowej nr 41) – zachodni rejon obecnego osiedla Piaski
- Retkinia Zagrodniki – siedlisko wzdłuż późniejszej, a nieistniejącej już w pierwotnym kształcie ulicy Zagrodniki – prosta droga od budynku Ochotniczej Straży Pożarnej w kierunku wschodnim do miejsca, gdzie obecnie znajduje się piekarnia przy ul. Olimpijskiej. Ostatni zachowany fragment dawnej ulicy Zagrodniki znajdujący się na zapleczu piekarni, od połowy lat 80. XX w. nosi nazwę ulicy Olimpijskiej; obecny obszar osiedla Zagrodniki. Grunty rolne kolonii Zagrodniki ciągnęły się daleko na południe poza linię kolejową, opierając się o ulicę Prądzyńskiego. Na wschodzie graniczyły one z terenem dawnej wsi Rokicie, a granicę tę wyznacza linia obecnej ulicy Dennej. Zachodnią granicę pól kolonii Zagrodniki wyznaczała linia obecnej ulicy Czerwonego Kapturka na osiedlu Pienista. Linię tę również należy przedłużyć na południe, do ul. Prądzyńskiego. Obecnie większość tego obszaru porastają laski i zagajniki, stanowiąc strefę ochronną lotniska Lublinek.
- Retkinia Mała Kolonia – stanowi ją wąski pas terenu pomiędzy linią ulicy Czerwonego Kapturka (granica wschodnia) i linią południowego krańca ulicy Retkińskiej, przechodzącą w ul. gen. Stanisława Maczka. Na północy ogranicza ją dawna ulica Zagrodniki (rejon posesji Retkińska 112), na południu kończy się w okolicach starego terminala lotniska Lublinek. Tutaj niegdyś zaczynał się las biskupi, na którego miejscu po roku 1869 założono wieś (obecnie łódzkie osiedle) Lublinek. Siedlisko Małej Kolonii znajdowało się w rejonie ul. Maratońskiej, nieco na wschód od Retkińskiej i liczyło jedynie 3–4 gospodarstwa.
- Folwark Retkinia – obszar położony na północ od obecnej ulicy Kusocińskiego, obejmujący południowy pas Ogrodu Botanicznego oraz teren ogródków działkowych „Karolew” przy ul. Kusocińskiego 1 (w kwadracie obecnych ulic: Kusocińskiego, Retkińska, Wileńska, Sandomierska). Obejmował on grunty stanowiące bezpośrednią własność każdorazowego właściciela Retkini – nigdy nie został zabudowany, znalazł się też poza zasięgiem planowanego osiedla z wielkiej płyty.
- Retkinia Nowa – stanowiła rejon osiedleńczy nigdy formalnie niewydzielony własnościowo ani geodezyjnie jako całość. Jest najmłodszy ze wszystkich części Retkini. Zaczął on tworzyć się na gruntach wschodniej części kolonii Retkinia-Zagrodniki około roku 1910, gdy panujący w Łodzi głód mieszkaniowy i wysoki poziom czynszów stworzył warunki do parcelacji przez rolników retkińskich części gruntów, leżących najbliżej miasta oraz do ich sprzedaży na cele budowlane. Pojęcie „Retkinia Nowa” dotyczyło rejonu ulic Bratysławska – Denna – Rusałki – Burzliwa – Olimpijska, czyli po obu stronach torów Kolei Warszawsko-Kaliskiej – obecnie stanowi wschodnią część osiedla Pienista – z widocznymi fragmentami „starszej” zabudowy, głównie z lat 30. XX wieku.

#### Pozostałości dawnej Retkini
Na pozostałości po dawnej zabudowie Retkini można się natknąć do dzisiaj. Ulica Balonowa (między ul. Retkińską i ul. Armii Krajowej), fragment ulicy Olimpijskiej (dawna ul. Zagrodniki), ulica Kusocińskiego na wschód od Retkińskiej, to tylko trzy przykłady, gdzie pozostawiono fragmentarycznie kilka/kilkanaście sąsiadujących ze sobą zabudowań. Najbardziej pierwotny charakter ma ulica Balonowa, gdzie poza dawnymi zabudowaniami o wiejskiej przeszłości świadczy obecność sadów. Pozostałe ślady dawnej Retkini to sporadycznie rozrzucone pojedyncze budynki jednorodzinne pomiędzy wysokimi budynkami powstałego w latach 70. „blokowiska”.

### Retkinia w obrębie Łodzi
Istniejące jeszcze przed wojną silne związki gospodarcze osady z Łodzią spowodowały, iż z dniem 13 lutego 1946 r. na mocy Rozporządzenia Rady Ministrów z dnia 20 grudnia 1945 r. o zmianie granic miasta Łodzi (Dz.U. z 1946 r. nr 4, poz. 35) Retkinia została włączona w skład miasta. W wyniku procesów urbanizacyjnych część mieszkaniowa znalazła się wówczas w dzielnicy Północ, zaś tereny zagospodarowane przeważnie rolniczo – w dzielnicy Południe. Granica dzielnic biegła bowiem wzdłuż torów kolejowych. Po korekcie podziału administracyjnego, od 1 stycznia 1954 r., polegającej na utworzeniu na obszarze Łodzi 7 dzielnic, Retkinia, nadal pozostawała podzielona pomiędzy dwie dzielnice. Część na północ od torów przypadła dzielnicy Polesie, część położona na południe od torów – dzielnicy Ruda.
Od 1 stycznia 1960, gdy liczbę dzielnic zmniejszono do 5, cały obszar dawnej wsi Retkinia znalazł się w granicach jednej dzielnicy administracyjnej Polesie.
Przez ponad 20 lat była to wciąż dzielnica peryferyjna, jednak o zróżnicowanym charakterze. Rejon Piasków i Zagrodników oraz Retkini Nowej, a także okolica kościoła i straży pożarnej były stosunkowo gęsto zabudowane jedno- i dwukondygnacyjnymi domami indywidualnymi, tonącymi latem w zieleni przydomowych sadów. Dalej od miasta położone były pozostałe kolonie retkińskie, o wyraźnie wiejskim charakterze, zaś ich przynależność do miasta zdawała się mieć znaczenie czysto formalne. Wyrazem tego był m.in. fakt, iż połączenie tramwajowe z resztą miasta pojawiło się dopiero, i to w ograniczonym zakresie (tylko w godzinach tzw. „szczytu” – rano i w godzinach popołudniowych), 30 kwietnia 1955 roku.

### Budowa osiedla
Pod koniec lat 60. XX wieku, w związku z rozwojem łódzkiego przemysłu i koniecznością budowy mieszkań dla robotników w nim zatrudnionych, osiedlających się w Łodzi, podjęto decyzję o rozpoczęciu na Retkini budowy dużego osiedla mieszkaniowego. By pozyskać tereny pod jego budowę wysiedlono znaczną część z około 6000 dotychczasowych mieszkańców osiedla Retkinia. Głównymi autorami projektu urbanistycznego osiedla byli Krystyna Krygier oraz Tadeusz Sumień.
Osiedle wielkopłytowych bloków wielorodzinnych budowane było etapami, tzw. zadaniami:
- 1972–1975 powstało Osiedle Zagrodniki – kwartał ulic: Ernesta Thälmanna (obecnie aleja ks. kard. Stefana Wyszyńskiego), Retkińska, Maratońska, trasa NS (później Władysława Gomułki, obecnie al. gen. Zygmunta Waltera-Janke). Uroczystego oddania pierwszego bloku (nr 2) w roku 1972 dokonał ówczesny I sekretarz KC PZPR Edward Gierek;
- 1972–1976 powstało Osiedle Piaski – kwartał ulic: Ernesta Thälmanna (obecnie: al. ks. kard. Stefana Wyszyńskiego), Retkińska, Janusza Kusocińskiego i nieistniejącej wówczas al. Władysława Bandurskiego;
- 1973–1976 powstało Osiedle Hufcowa obecnie nazywane również Botanik – kwartał ulic: Juliana Marchlewskiego (obecnie al. ks. Stefana Wyszyńskiego), Retkińska, Janusza Kusocińskiego, Hufcowa – bloki z adresami przy ulicy Retkińskiej i Hufcowej;
- 1974–1978 powstało Osiedle Balonowa obecnie nazywane również Retkinia-Południe – kwartał ulic: Juliana Marchlewskiego (obecnie al. kard. Stefana Wyszyńskiego), Feliksa Dzierżyńskiego (obecnie Armii Krajowej), Maratońskiej i Salvadora Allende (obecnie ks. Jerzego Popiełuszki);
- 1976–1979 powstało Osiedle Retkinia-Północ kwartał ulic: Juliana Marchlewskiego (obecnie al. kard. Stefana Wyszyńskiego), Feliksa Dzierżyńskiego (obecnie Armii Krajowej), Janusza Kusocińskiego i Salvadora Allende (obecnie ks. Jerzego Popiełuszki);
- 1979–1984 powstało Osiedle Retkinia Śródmieście-Północ – obecnie zachodnia część Osiedla Hufcowa (Botanik) – kwartał ulic: Juliana Marchlewskiego (obecnie al. kard. Stefana Wyszyńskiego), Feliksa Dzierżyńskiego (obecnie Armii Krajowej), Janusza Kusocińskiego i Józefa Babickiego – wieżowce w zachodniej części osiedla oraz punktowce przy Józefa Babickiego. Na osiedlu tym miały się znaleźć wielkokubaturowe obiekty handlowe, kulturalne i oświatowe, obsługujące całą Retkinię. W związku z tym w kwartale tym pozostawiono rezerwy terenowe, sukcesywnie wypełniane pojedynczymi obiektami mieszkalnymi po roku 1995;
- 1980–1985 powstało Osiedle Retkinia Śródmieście-Południe – obecnie nazywane Osiedlem Sympatyczna – kwartał ulic: Juliana Marchlewskiego (obecnie al. kard. Stefana Wyszyńskiego), Feliksa Dzierżyńskiego (obecnie Armii Krajowej), Maratońska (a właściwie Balonowa) i Retkińska. W tym kwartale ulic również miały się mieścić znaczące obiekty handlowe i kulturalne oraz urzędy (np. komenda milicji) służące mieszkańcom całej Retkini. W związku z niepełną realizacją tych planów w kwartale nadal znajdują się rezerwy terenowe.

### Retkinia po zakończeniu głównych prac budowlanych
Do roku 1985 w zasadzie zakończono budowę wielorodzinnych budynków mieszkalnych. Trwały natomiast prace budowlane związane z koniecznością zapewnienia mieszkańcom osiedla niezbędnej infrastruktury. Oddano do użytku m.in. komisariat Milicji Obywatelskiej, kilka szkół i przedszkoli, np. w 1985 budynek obecnej SP nr 67 (wówczas filialnej placówki SP nr 44, obejmującej klasy I–III, potem I–IV), w 1987/1988 – nowy budynek SP nr 44. Pod koniec lat 80. rozpoczęto budowę 3 kolejnych kościołów na Retkini.
Po 1989 roku na Retkini zbudowano bardzo liczne placówki handlowe, zarówno duże (jak np. Centrum Handlowe Piaski), poprzez niewielkie sklepy, aż po kioski. Kolejna fala budownictwa obiektów handlowych przypadła na początek XXI w., kiedy to do Polski weszły zachodnie sieci handlowe. Powstały wówczas m.in. sklepy Lidl, Leader Price (później pod szyldem Tesco), Champion (obecnie pod szyldem Carrefour).
W tym samym okresie zakończono adaptację budynku szkolnego, którego budowę rozpoczęto pod koniec lat 80. XX w. z przeznaczeniem na Technikum Piekarnicze, mieszczące się w tym czasie przy ul. Praussa. Przeniesiono tu, w przymusowej sytuacji, Pałac Młodzieży im. Juliana Tuwima, który mieścił się uprzednio w przedwojennej siedzibie YMCA, przy ul. St. Moniuszki 4a – w 1993 reaktywowana łódzka YMCA odzyskała ten budynek.
Po roku 1992 budowano także budynki mieszkalne – dobudowano kilka bloków z wielkiej płyty, w wolnych miejscach (tzw. rezerwach terenu). W ostatnich latach XX w. stanęło tu także kilkanaście nowoczesnych, kilkupiętrowych wielorodzinnych budynków o wysokim standardzie, wykonanych z cegły i pustaków. Ostatni – jak dotąd – tego typu blok oddano do użytku w 2010.

#### Spółdzielnie mieszkaniowe na Retkini
Budowę „blokowiska” na Retkini zrealizowała Robotnicza Spółdzielnia Mieszkaniowa „Polesie”, która do roku 1971 nosiła nazwę Spółdzielnia „Przyszłość”. W roku 1990 Zebranie Przedstawicieli Członów R.S.M. „Polesie” podjęło decyzję o jej podziale w wyniku której powstały nowe Spółdzielnie m.in.:
- Retkińska Spółdzielnia Mieszkaniowa „Botanik” – zarządzająca Osiedlem Hufcowa (Botanik);
- Spółdzielnia Mieszkaniowa „Piaski” – zarządzająca Osiedlem Piaski;
- Spółdzielnia Mieszkaniowa „Zagrodniki” – zarządzająca Osiedlem Zagrodniki;
- Spółdzielnia Mieszkaniowa „Sympatyczna” – zarządzająca Osiedlem Sympatyczna;
- Spółdzielnia Mieszkaniowa „Północ” – zarządzająca Osiedlem Retkinia-Północ;
- Spółdzielnia Mieszkaniowa „Południe” – zarządzająca Osiedlem Retkinia Południe (Balonowa);

W maju 1991 roku „Robotnicza Spółdzielnia Mieszkaniowa Polesie” zmieniła nazwę na „Spółdzielnię Mieszkaniową Polesie”.
Obecnie S.M. „Polesie” na Retkini zarządza jedynie kilkunastoma budynkami na osiedlu Retkinia Południe (Balonowa) oraz Retkinia-Północ. Pozostałe zasoby S.M. „Polesie” znajdują się na sąsiadującym osiedlu Karolew, na Rudzie (gdzie powstały pierwsze bloki zbudowane przez Spółdzielnię „Przyszłość”) oraz pojedyncze budynki w różnych częściach Łodzi.

### Inne istotne wydarzenia na osiedlu

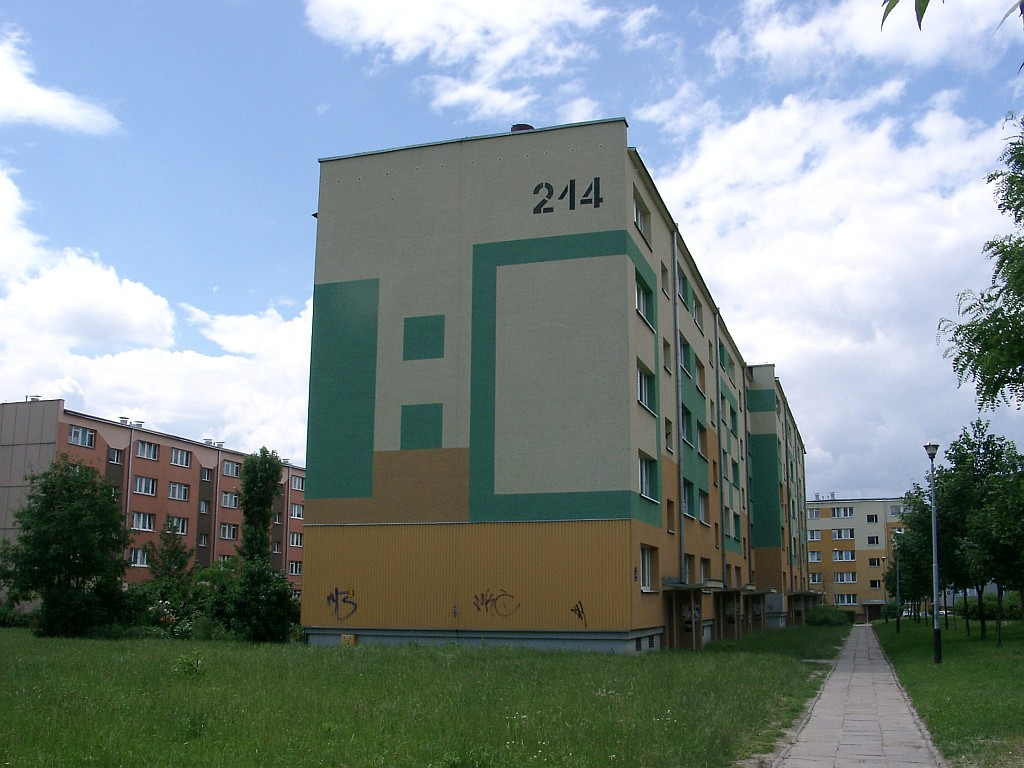
Typowy blok (nr 214) na Retkini. Budynek ten w 1983 roku został częściowo zniszczony przez wybuch gazu, w wyniku którego zginęło 8 osób).

W pierwszej połowie lat 80. na Retkini miały miejsca dwa tragiczne w skutkach wybuchy gazu. 22 stycznia 1982 r. w wieżowcu nr 20 przy ul. Florecistów 3 zginęły 2 osoby, zaś 7 grudnia 1983 r. wybuch gazu w bloku nr 214 przy ówczesnej ul. Dzierżyńskiego spowodował całkowite zawalenie się budynku na 1/3 jego długości (2 klatki schodowe) i śmierć 8 osób. Oba te wydarzenia spowodowały w społeczeństwie (zwłaszcza łódzkim) upowszechnienie się lęku przed gazem.
W 1974 r. na terenie osiedla kręcono zdjęcia do serialu dla młodzieży Siedem stron świata, którego akcja rozpoczyna się podczas wprowadzania się jego głównych bohaterów do bloku. Zdjęcia wciąż budowanego osiedla można zobaczyć także w kilku plenerowych (miejskich) ujęciach filmu pt. Party przy świecach z 1980 r. Ujęcia Retkini można również zaobserwować w filmie Komedia małżeńska.

## Znani retkinianie
- Franciszek Plocek (1894–1980) – działacz niepodległościowy, polityk, poseł na Sejm III kadencji i senator IV kadencji w II RP; przedstawiciel jednego z kilku „klanów retkińskich” – Plocków, do dziś tu zamieszkałych
- Walery Kosyl (ur. 1944) – hokeista, zawodnik ŁKS-u, dwukrotny olimpijczyk
- Łukasz Płoszajski (ur. 1978) – polski aktor i mentalista
- Andrzej Sapkowski (ur. 1948) – polski pisarz fantasy, autor m.in. cyklu książkowego Wiedźmin.

## Retkinia współcześnie

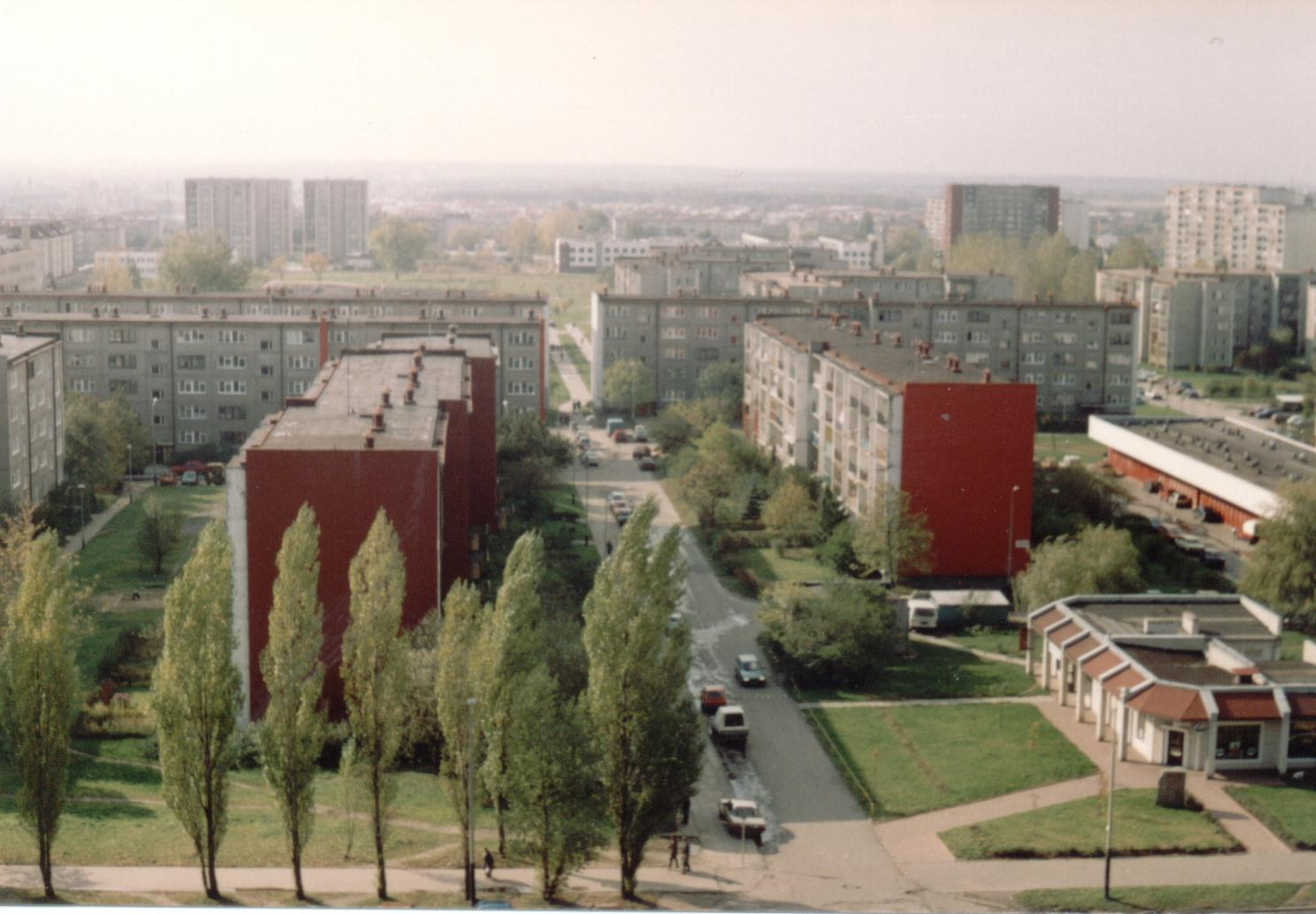
Panorama Retkini – osiedle Balonowa (Retkinia-Południe)

Retkinia jest jednym z największych osiedli w Łodzi i składa się z kilkuset bloków cztero-, dziesięcio- i jedenastopiętrowych. Na terenie tym zamieszkuje blisko 71 000 osób licząc łącznie dla osiedli: Karolew, Retkinia oraz Smulsko. Liczba ta wynika z oficjalnych danych Urzędu Miasta Łodzi podawanych dla dwóch jednostek administracyjnych (Osiedle Karolew-Retkinia Wschód oraz Osiedle Retkinia Zachód-Smulsko) i stąd też zaludnienie obejmuje również sąsiadujące osiedla Karolew oraz Smulsko.

### Granice
Retkinia nie stanowi odrębnej jednostki podziału administracyjnego i dlatego nie ma formalnie wytyczonych granic. Zasadniczo za granice osiedla uważa się ulice: Popiełuszki będącą jej zachodnią arterią, Maratońską po stronie południowej, Bandurskiego i Waltera-Jankego biegnące po jej wschodniej stronie oraz Kusocińskiego opasającą osiedle od strony północnej. Niektóre źródła wliczają w skład osiedla także domki jednorodzinne położone na Smulsku i Pienistej.

### Główne ulice osiedla
Główną ulicą osiedla jest aleja im. kard. Stefana Wyszyńskiego (niegdyś, w czasie budowy osiedla i w okresie PRL, stanowiąca dwie ulice, noszące imiona Juliana Marchlewskiego i Ernesta Thälmanna). Aleja ta, stanowiąca środkową oś osiedla, przebiega przez całą długość Retkini. Drugą ulicą przecinającą całą Retkinię i stanowiącą zarazem granicę pomiędzy dwoma osiedlami administracyjnymi na Retkini jest ulica Armii Krajowej (dawniej im. F. Dzierżyńskiego). Inną ważną ulicą jest ul. Retkińska, niegdyś główna ulica wsi Retkinia, stanowiąca jedyną ulicę, której przebieg jest taki sam, jak za czasów dawnej wsi. Poza tym duże znaczenie komunikacyjne mają ulice stanowiące granice osiedla: Popiełuszki (dawniej im. S. Allende), Maratońska, Bandurskiego, Waltera-Jankego i Kusocińskiego.
Charakterystyczną cechą Retkini po jej włączeniu w obręb miasta było nadanie nienazwanym dotąd wiejskim uliczkom nazw związanych ze sportem, zwłaszcza pochodzących od dyscyplin sportowych (np. Oszczepowa, Koszykarska, Wioślarska, Dyskowa, Zapaśnicza itd.). W okresie budowy osiedla układ ulic uległ całkowitej zmianie – zdecydowana większość dawnych ulic została zlikwidowana, a w ich miejsce wytyczono nowe. Obecnie jedynie kilka nazw ulic nadal pozostało związanych z nazwami dyscyplin sportowych oraz nazwiskami sportowców. Spośród nich – dwie okalające osiedle: ul. Maratońska oraz ul. Janusza Kusocińskiego oraz uliczki osiedlowe na Zagrodnikach i Piaskach (m.in. Olimpijska, Florecistów, Przełajowa, Rajdowa, Sprinterów, Balonowa oraz Władysława Króla, Eugeniusza Lokajskiego i Heleny Marusarzówny). Dawne nazwy ulic Retkini, związane z dyscyplinami sportowymi, w latach 80. nadano ulicom na osiedlu domków jednorodzinnych na Smulsku.
Na Retkini-Północ oraz Retkini-Południe większość małych osiedlowych ulic jest nienazwana, a adresy budynków nadawane są do ul. Maratońskiej, al. Wyszyńskiego, ul. Kusocińskiego, ul. Armii Krajowej i ul. ks. Jerzego Popiełuszki.

#### Wykaz retkińskich placów i ulic

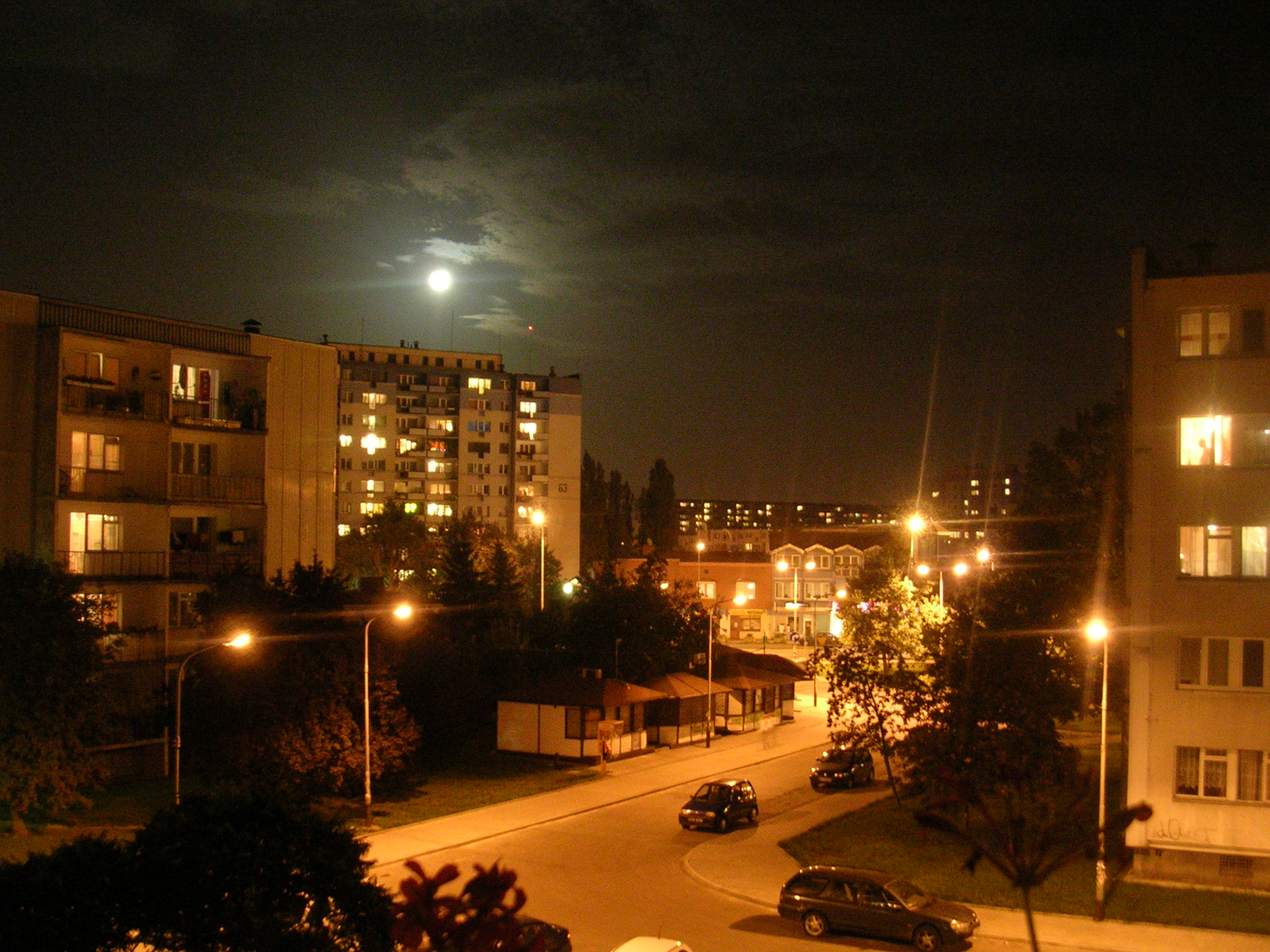
Retkinia nocą – Hufcowa (Botanik)

- ul. Armii Krajowej – ulica rozgraniczająca część wschodnią i zachodnią Retkini
- ul. Józefa Babickiego – uliczka osiedlowa (osiedle Hufcowa (Botanik))
- ul. Balonowa – uliczka osiedlowa (osiedle Sympatyczna oraz Retkinia-Południe)
- al. ks. bp. Władysława Bandurskiego – ulica dojazdowa do Retkini od strony centrum (Trasa W-Z)
- ul. Batalionów Chłopskich – uliczka osiedlowa (osiedle Sympatyczna)
- ul. Bratysławska – uliczka osiedlowa (osiedle Zagrodniki)
- ul. Florecistów – uliczka osiedlowa (osiedle Zagrodniki)
- pl. Bartosza Głowackiego – plac osiedlowy (osiedle Zagrodniki)
- ul. Hokejowa 1) - uliczka osiedlowa (osiedle Sympatyczna)
- ul. Hubala – uliczka osiedlowa (osiedle Sympatyczna)
- ul. Hufcowa – uliczka osiedlowa (osiedle Hufcowa (Botanik))
- ul. Jachtowa1) – ciąg pieszy (osiedle Sympatyczna)
- ul. Władysława Króla – uliczka osiedlowa (osiedle Piaski oraz osiedle Zagrodniki)
- ul. Aleksandra Kostki-Napierskiego – uliczka osiedlowa (osiedle Hufcowa (Botanik))
- ul. Janusza Kusocińskiego – ulica okalająca Retkinię od strony północnej
- ul. Eugeniusza Lokajskiego – uliczka osiedlowa (osiedle Piaski)
- ul. Maratońska – ulica okalająca Retkinię od strony południowej
- ul. Heleny Marusarzówny – uliczka osiedlowa (osiedle Zagrodniki)
- ul. Olimpijska – uliczka osiedlowa (osiedle Zagrodniki)
- ul. Piaski – uliczka osiedlowa (osiedle Piaski)
- ul. ks. Jerzego Popiełuszki – ulica okalająca Retkinię od strony zachodniej
- ul. Przełajowa – uliczka osiedlowa (osiedle Zagrodniki)
- ul. Rajdowa – uliczka osiedlowa (osiedle Piaski)
- ul. Retkińska – główna ulica Retkini
- ul. Sprinterów – uliczka osiedlowa (osiedle Piaski)
- ul. Sympatyczna – uliczka osiedlowa (osiedle Sympatyczna)
- ul. Tenisowa1) – ciąg pieszy (osiedle Sympatyczna)
- ul. Wincentego Tomaszewicza – uliczka osiedlowa (osiedle Hufcowa (Botanik))
- al. gen. Zygmunta Waltera-Janke – aleja okalająca Retkinię od strony wschodniej (Trasa W-Z)
- pl. Wincentego Witosa – plac (swego rodzaju rondo) „przy bocianach”
- al. ks. kard. Stefana Wyszyńskiego – główna arteria komunikacyjna Retkini (z linią tramwajową – Trasa W-Z)
- ul. Zagrodniki – uliczka osiedlowa (osiedle Sympatyczna)

1) ulice stanowiące pozostałość dawnej Retkini – obecnie brak zabudowań z przypisanym adresem

### Zabudowa

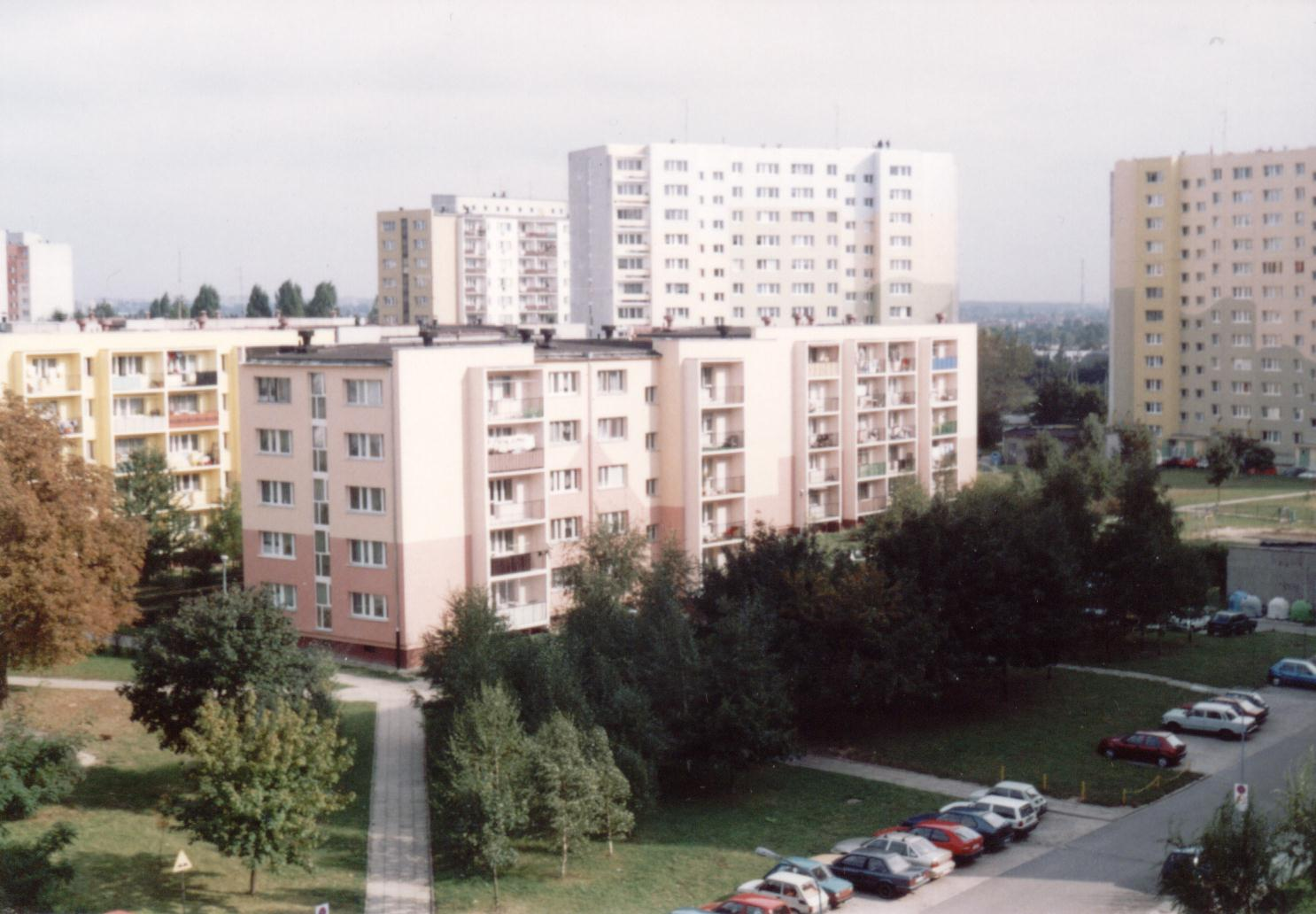
Panorama osiedla

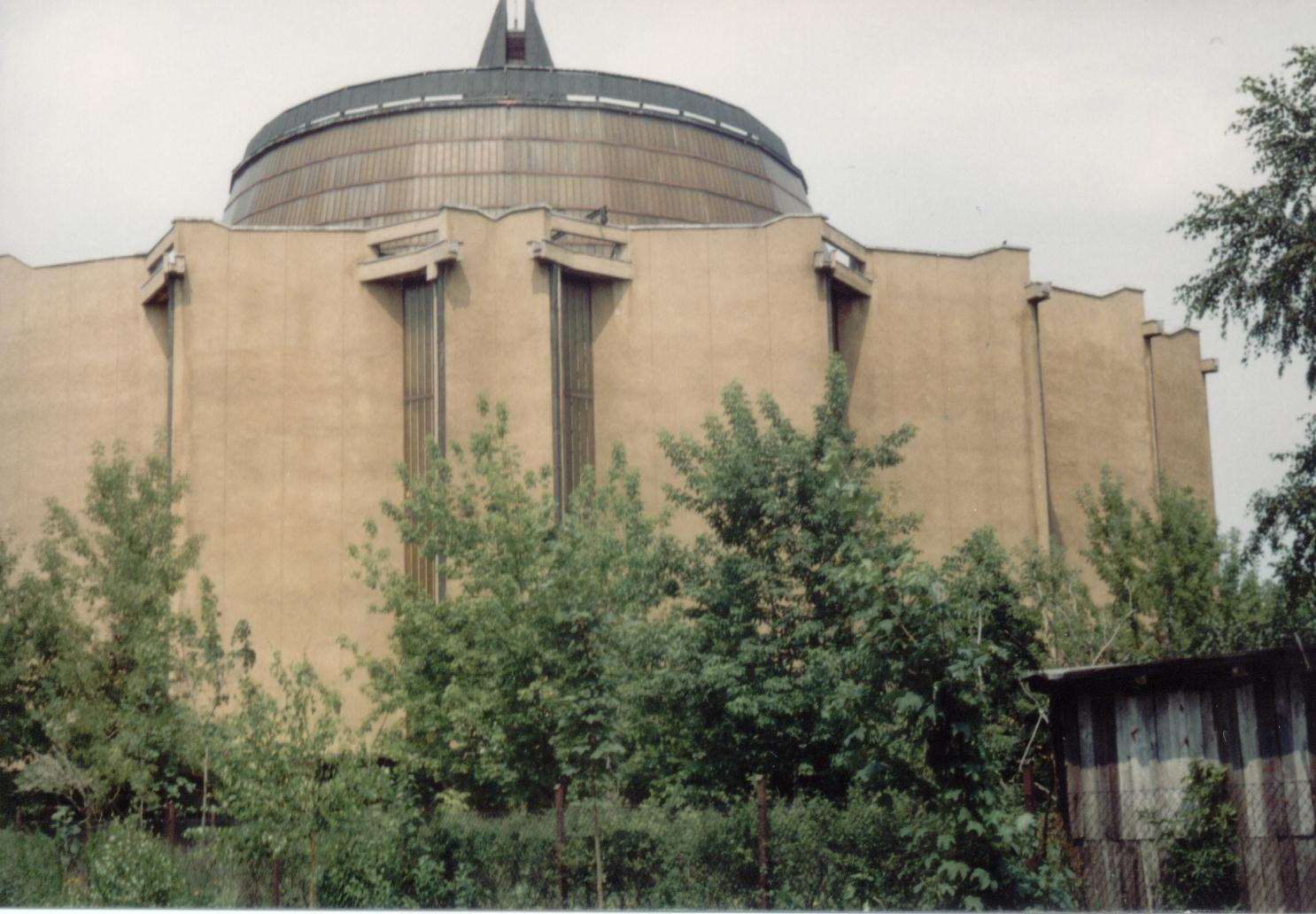
boczna dzwonnica kościoła NSJ

Zdecydowaną większość budynków mieszkalnych na Retkini stanowią bloki z wielkiej płyty. Obok typowej zabudowy wielkomiejskiej na osiedlu zachowało się kilkadziesiąt domów jednorodzinnych, z okresu gdy dzielnica była jeszcze przedmieściem, a nawet wsią. Stare domy zachowały się w różnych częściach Retkini, gdzie pozostawiano je, o ile były w dobrym stanie technicznym, a ich istnienie nie kolidowało z budową bloków. Zabudowania tego typu (w sumie ok. 30 budynków) stoją pojedynczo wśród bloków; na terenie osiedla znajdują się trzy skupiska starej zabudowy, każde złożone z kilku domów; w największym stopniu stary charakter zachował zachodni fragment ulicy Balonowej (między ulicami Armii Krajowej i Retkińską), długi na ok. 150 m., gdzie o wiejskiej przeszłości przypomina nie tylko zabudowa, ale i niewyasfaltowana droga oraz istniejący przy niej sad. Ponadto skupiskami starej zabudowy jest jeszcze fragment obecnej ulicy Olimpijskiej (dawniej – ul. Zagrodniki), oraz – częściowo – ulica Kusocińskiego na wschód od Retkińskiej.
Od początku XXI w. budynki wielorodzinne na Retkini są kolejno ocieplane i malowane na pastelowe kolory, dzięki czemu osiedle pozbywa się poprzedniego, szarego, choć z drugiej strony wyglądu tworzącego swego rodzaju zapomniany już powoli klimat budowanego za czasów PRL osiedla.

### Handel i usługi
Do lat 90. Retkinia była typowym osiedlem sypialnianym, którego mieszkańcy pracowali, uczyli się i wszystkie inne sprawy załatwiali w centrum Łodzi. Także zakupy inne niż spożywcze związane były z podróżą do innych części miasta.
Po 1989 roku na osiedlu powstało wiele sklepów, głównie spożywczych, ale także specjalistycznych, oraz lokali gastronomicznych (m.in. puby, pizzerie, restauracja McDonald’s) i innych punktów usługowych (np. kilka stacji benzynowych).
Największe skupisko punktów handlowo-usługowych znajduje się po obu stronach ulicy Armii Krajowej. Obejmuje ono m.in. supermarket Lidl, halę targową Pod Topolami, dwukondygnacyjne centrum handlowe – tzw. Niebieski Pawilon, centrum handlowe „Galeria Retkińska”, 3 mniejsze pawilony handlowe i kilkadziesiąt pomniejszych sklepików (w większości spożywczych), kiosków, a także zmienną liczbę przenośnych stoisk handlowych. Poza tym na Retkini znajdują się m.in.: „Sobieradek” (przy ul. Retkińskiej, założony w latach 80.), 2 placówki sieci Tesco (do 2007 r. Leader Price; jeden ze sklepów wcześniej należał do PSS Społem, a drugi zbudowano w latach 90. jako obiekt Remy 1000), placówka sieci Carrefour (do 2007 r. Champion), 3 placówki sieci Biedronka, i po 1 placówce sieci Stokrotka i Aldi.
W 2008 r. u zbiegu ulic Retkińskiej i Maratońskiej zbudowano halę targową „Centrum Handlowe Retkinia” – powstało ono w miejsce dużego rynku przy ulicy Maratońskiej, istniejącego w tej lokalizacji od połowy 2006, kiedy to został tam przeniesiony z poprzedniego miejsca, wzdłuż ulicy Retkińskiej; przeprowadzka rynku była związana z poszerzaniem pasa jezdni. 
Istnieje też kilka niewielkich targowisk (w tym dwa zadaszone).
Na Retkini w różnych miejscach znajdują się też liczne placówki pocztowe, placówki bankowe (m.in. PKO, Millennium, Banku Spółdzielczego, WBK, Polbank, Alior Bank i wiele innych) oraz Aleja Oleja, bankomaty i apteki.
Osiedle spełnia także rolę usługową: znajdują się tu m.in. salony fryzjerskie i kosmetyczne, zakłady fotograficzne, punkty ksero, lecznice weterynaryjne, siłownie i kluby fitness, solaria, punkty naprawy sprzętu AGD i RTV, zakłady szklarskie, pracownie szewskie i krawieckie, wypożyczalnie kaset i płyt oraz inne firmy i obiekty usługowe.
Na osiedlu działa też niewielka liczba firm produkcyjnych, m.in. kilka piekarni i cukierni.

### Oświata i kultura na Retkini
Na Retkini znajduje się wiele szkół, zarówno publicznych, jak i prywatnych: 9 podstawowych (w tym 2 prywatne), 9 gimnazjalnych (w tym 5 niepublicznych, z czego jedna dla dorosłych) oraz 7 szkół średnich (w tym 6 niepublicznych, z czego 2 dla dorosłych), a także 8 przedszkoli i 3 żłobki. Poza tym na terenie osiedla znajduje się kilka bibliotek (głównie gminne, a także inne – m.in. kościelna).
Ważnym obiektem kulturalno-oświatowym jest Pałac Młodzieży im. Juliana Tuwima, usytuowany na osiedlu Balonowa, niedaleko alei Wyszyńskiego. Został tu przeniesiony w końcu XX w. ze swojej długoletniej siedziby w przedwojennym gmachu YMCA Łódź przy ul. St. Moniuszki 4a. Od 1975 r. działa także Centrum Zajęć Pozaszkolnych Nr 3 (dawniej Młodzieżowy Dom Kultury „Retkinia”). We wrześniu 2012 r. placówka została przeniesiona z budynku po dawnym przedszkolu przy ul. Przełajowej 5 do jednego z budynków Gimnazjum Nr 20 przy ulicy Olimpijskiej 9.

#### Opieka przedszkolna

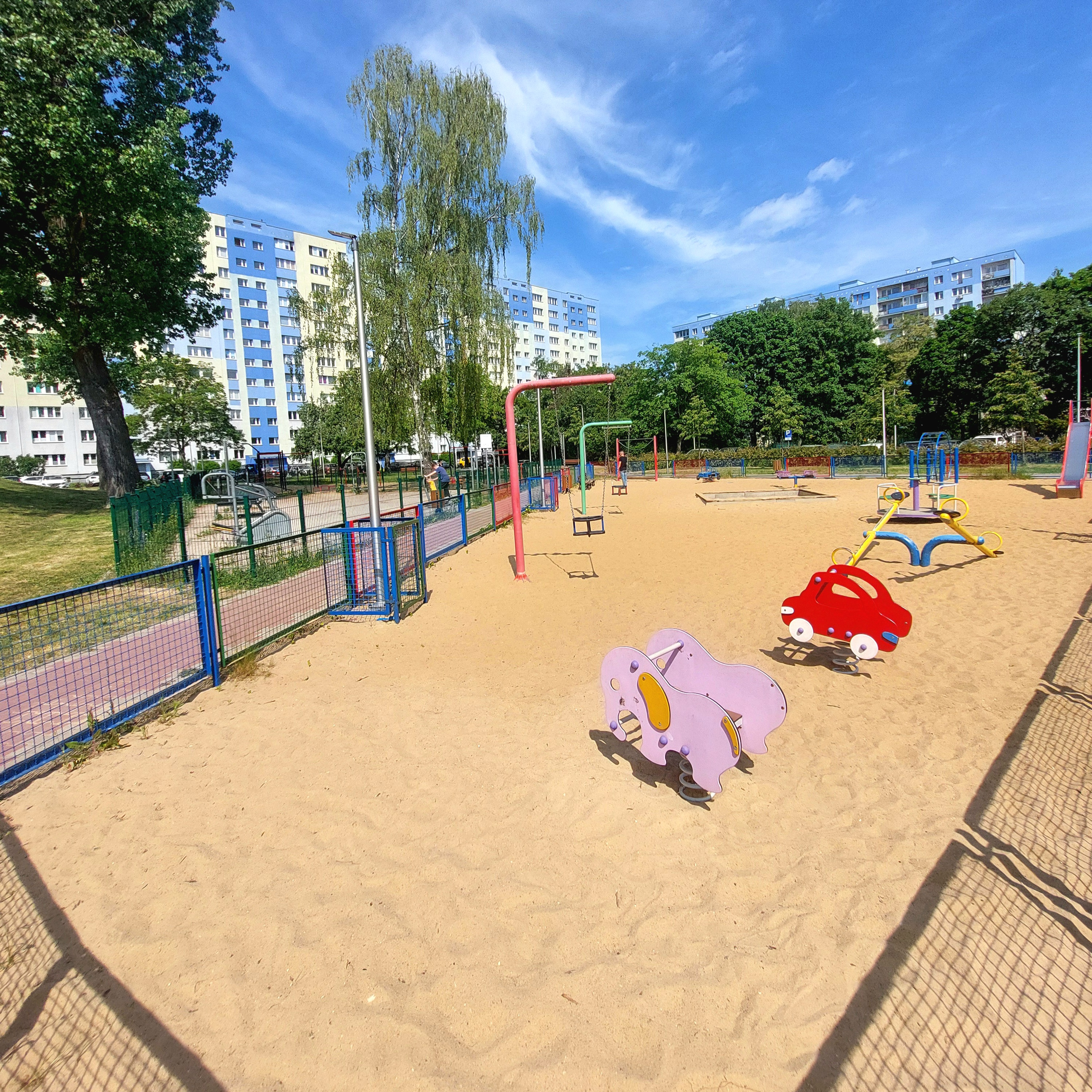
Plac zabaw na osiedlu Zagrodniki (2024 r.)

Na terenie Retkini znajduje się kilkanaście ośrodków opieki przedszkolnej. Ich liczba w ostatnich latach zmniejszyła się o połowę – żłobków z 6 do 3, a przedszkoli z 20 do 9. Zlikwidowanie tylu obiektów opieki nad dziećmi związane jest ze zmianami struktury demograficznej osiedla i znacznym zmniejszeniem się liczby dzieci. Obecnie na Retkini funkcjonują:
Żłobki:
- Żłobek nr 21[37] (ul. Marusarzówny 9)
- Żłobek nr 26[38] (ul. Sprinterów 11)
- Żłobek nr 28[39] (al. Wyszyńskiego 102)

Przedszkola:
- Przedszkole Miejskie nr 55[40] (al. Wyszyńskiego 41)
- Przedszkole Miejskie nr 144[41] (ul. Olimpijska 6)
- Przedszkole Miejskie nr 152[42] (ul. Retkińska 78)
- Przedszkole Miejskie nr 154[43] (ul. Przełajowa 21)
- Przedszkole Miejskie nr 165[44] (ul. Hufcowa 14)
- Przedszkole Miejskie nr 170[45] (ul. Popiełuszki 13a)
- Przedszkole Miejskie nr 173[46] (al. Wyszyńskiego 62)
- Przedszkole Miejskie nr 174[47] (ul. Kusocińskiego 122a)
- Przedszkole Miejskie nr 214[48] (ul. Batalionów Chłopskich 21) – placówka z oddziałami integracyjnymi

W latach 1990–2000 zlikwidowano przedszkola nr: 157 (Przełajowa 5), 158 (Rajdowa 13), 161 (Maratońska 49), 162 (Armii Krajowej 26a), 169 (Kusocińskiego 118), 186 (Kostki Napierskiego 8), 187 (Batalionów Chłopskich 4), 188, 196, 208, 213 (Popiełuszki 13) i 217 (Babickiego15).

#### Szkoły
Do niedawna jedynymi szkołami na Retkini były szkoły podstawowe, zaś dalsza edukacja wymagała dojazdów do innych części Łodzi. Pierwsza na osiedlu (i jak dotąd jedyna) publiczna szkoła średnia – XXXIII LO – powstała dopiero w 1989 r. Po reformie systemu oświaty w 1999 roku na Retkini zorganizowano także szkoły szczebla gimnazjalnego, które istniały do 2019 r., kiedy to kolejna reforma dokonała ich likwidacji. Poza wymienionymi szkołami publicznymi na osiedlu funkcjonuje kilka szkół niepublicznych stopnia średniego.

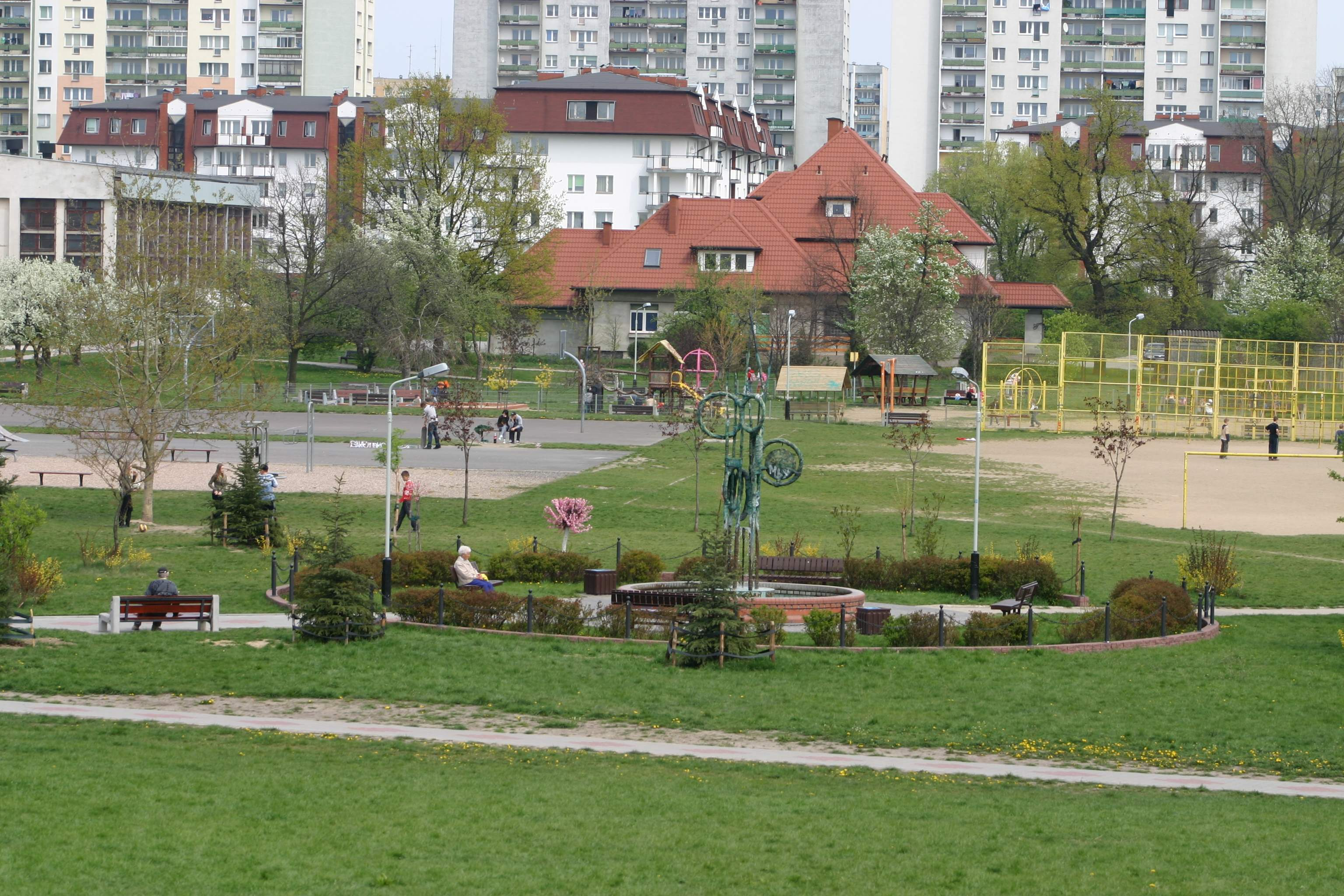
Fragment osiedla Retkinia-Północ

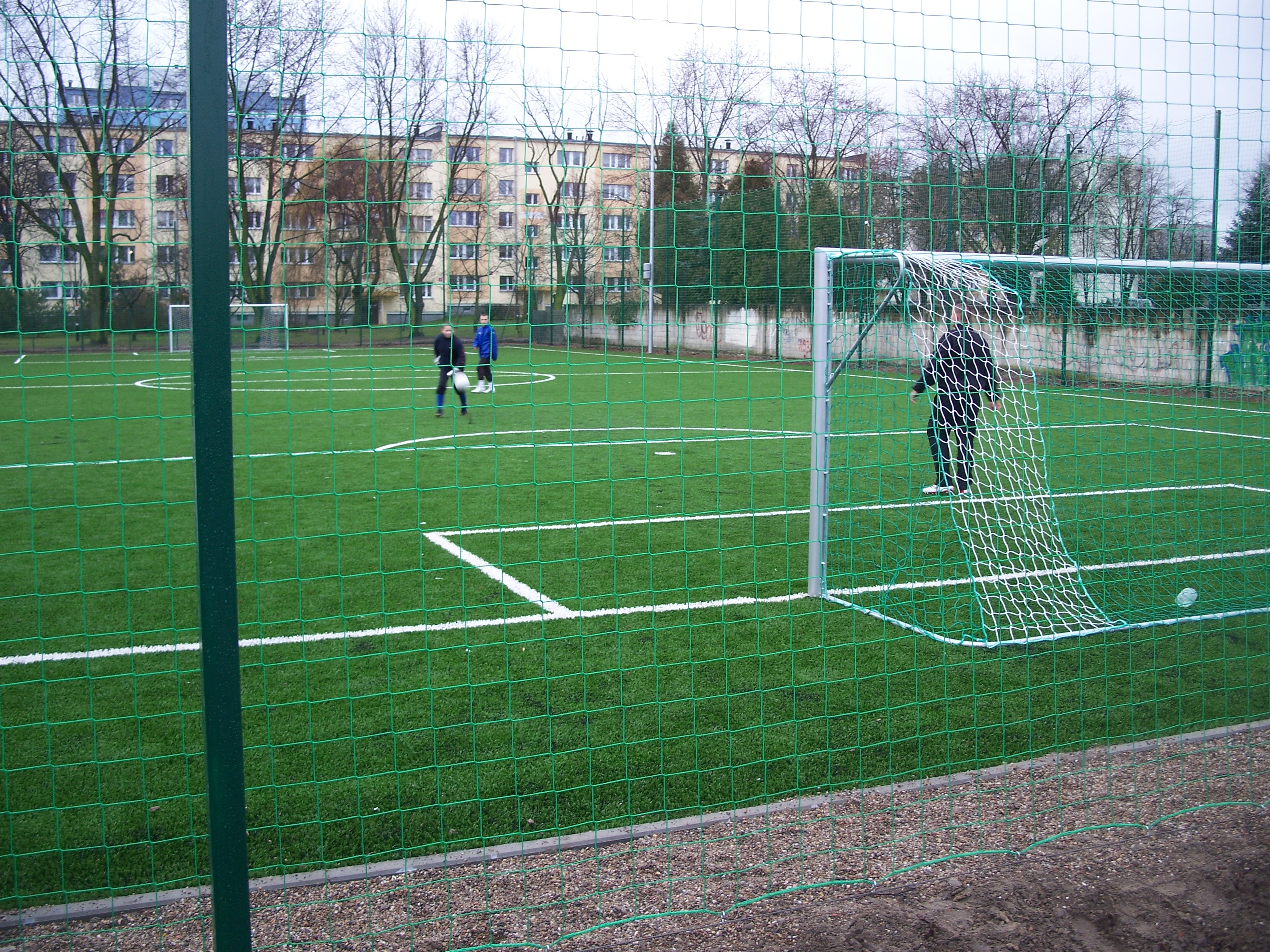
Boisko do gry w piłkę nożną „Orlik 2012” przy Szkole Podstawowej nr 41 (Rajdowa 18)

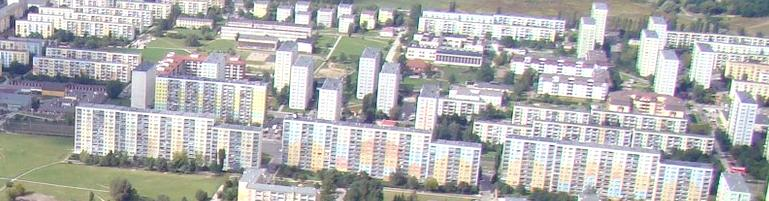
lotnicza panorama północnej części osiedla

Szkoły podstawowe:
- Szkoła Podstawowa nr 6[49] (ul. Kusocińskiego 116)
- Szkoła Podstawowa nr 11 im. Marii Kownackiej[50] (ul. Hufcowa 20a)
- Szkoła Podstawowa nr 19 im. Wandy Chotomskiej[51] (al. Wyszyńskiego 100 – największa szkoła na Retkini)
- Szkoła Podstawowa nr 41 im. Króla Władysława Jagiełły[52] (ul. Rajdowa 18)
- Szkoła Podstawowa nr 44 im. prof. Jana Molla[53] (ul. Kusocińskiego 100)
- Integracyjna Szkoła Podstawowa nr 67[54] (ul. Maratońska 47b)
- Szkoła Podstawowa nr 137 im. Aleksandra Kamińskiego[55] (ul. Florecistów 3b – najstarsza retkińska podstawówka, swoją historią sięgająca przed 1875 rok)
- Szkoła Podstawowa ŁSO[56] (ul. Babickiego 15)

Szkoły średnie:
- XXXIII Liceum Ogólnokształcące im. Armii Krajowej[57] (ul. Kusocińskiego 116)
- Prywatne Liceum Ogólnokształcące Jolanty i Jana Misiaków[58] (al. Wyszyńskiego 44)
- Liceum Ogólnokształcące Towarzystwa Oświatowego „Lykeion”[59] (ul. Rajdowa 13)

Szkoły dla dorosłych:
- Społeczne Liceum dla Dorosłych „Lykeion” w Łodzi (ul. Rajdowa 13)

Wyższe uczelnie:
- Studium Duchowości Chrześcijańskiej – Instytut Teologiczny w Łodzi (ul. Retkińska 127)

### Urzędy i instytucje
- Rada Osiedla Karolew-Retkinia Wschód (ul. Olimpijska 9 – budynek B Szkoły Podstawowej nr 137);
- Rada Osiedla Retkinia Zachód-Smulsko (ul. Kusocińskiego 116 – budynek Szkoły Podstawowej nr 6);
- Jednostka Ratowniczo-Gaśnicza Nr 11 Państwowej Straży Pożarnej (ul. Retkińska 129).

### Ochrona zdrowia
Na Retkini znajdują się także liczne placówki związane z ochroną zdrowia – przychodnie i gabinety lekarskie oraz stomatologiczne, a także apteki, pracownie rentgenowskie, punkty analiz medycznych, zakłady optyczne itd.
Na osiedlu brak jest szpitali – najbliższe tego typu placówki znajdują się na sąsiednim Karolewie.

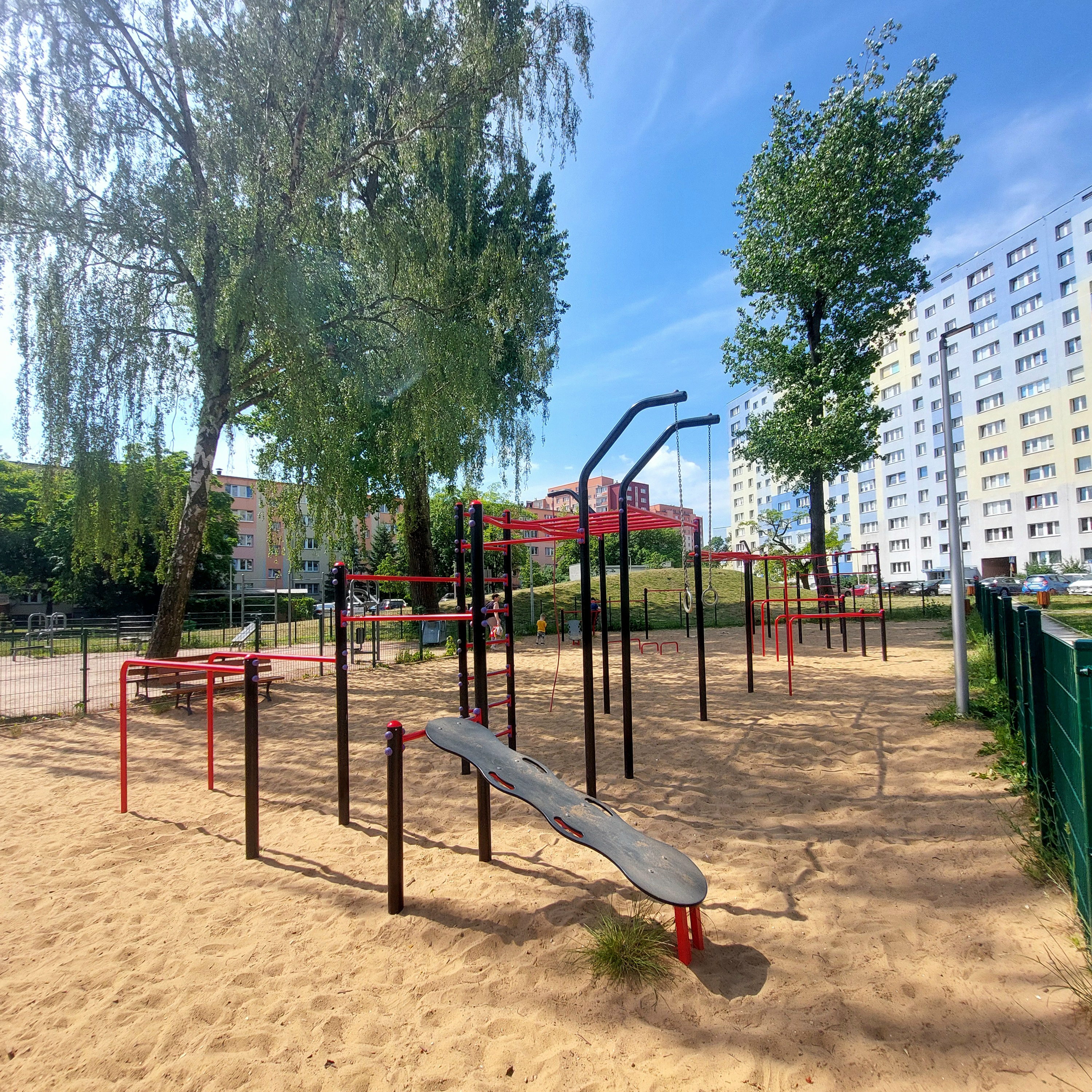
Fragment ogólnodostępnej siłowni na osiedlu Zagrodniki (2024 r.)

### Sport i rekreacja
Na terenie osiedla jest niewiele ośrodków związanych z działalnością sportową. Jedynymi placówkami tego typu na Retkini są 2 baseny znajdujące się przy szkołach podstawowych (nr 19 i 137), 2 niewielkie korty tenisowe oraz lodowisko „Retkinia”, kilka siłowni, a ponadto kilka położonych wśród bloków amatorskich boisk do gry w piłkę nożną i koszykówkę, kilka niewielkich, sztucznie usypanych górek do jazdy na sankach, oraz duża liczba placów zabaw. Przy niektórych retkińskich szkołach działają szkolne kluby sportowe (m.in. pływacki SKS Delfin przy SP nr 137).
W grudniu 2008 roku na terenie Szkoły Podstawowej nr 41 oddano do użytku kompleks sportowy zbudowany w ramach rządowo-samorządowego programu „Orlik 2012”.

### Tereny zielone

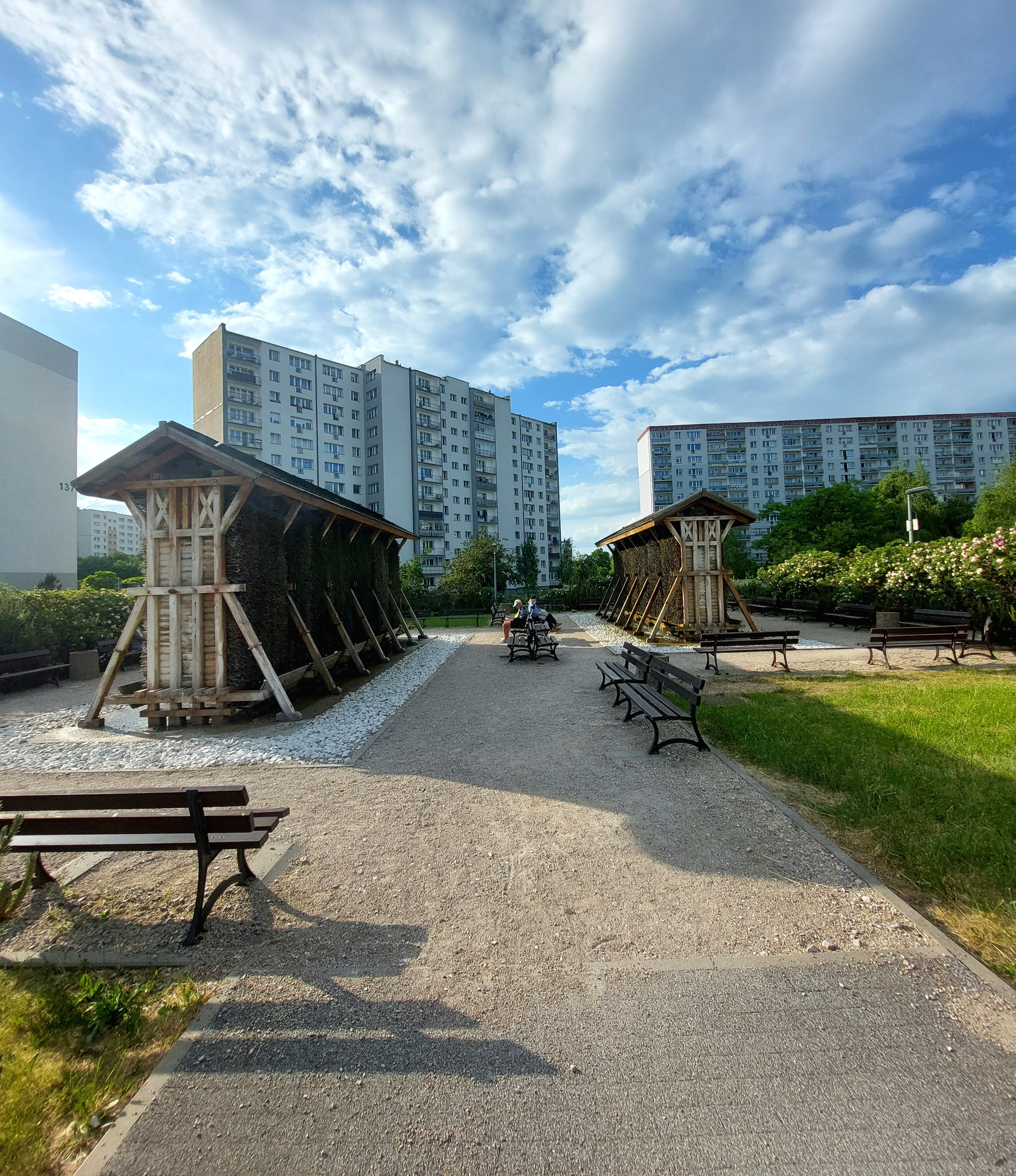
Tężnie na fragmencie retkińskiego podosiedla Hufcowa (2024 r.)

Na terenie Retkini znajdują się liczne obszary zieleni. Z jednej strony są to trawniki i stosunkowo młode nasadzenia – liczne drzewa oraz krzewy posadzone wśród bloków w latach 80., które obecnie osiągnęły duże rozmiary; najczęstszymi gatunkami tego typu są m.in. brzozy, kasztanowce, świerki, akacje (robinie) klony i dęby, oraz krzewy – zwłaszcza bzy. Drugim rodzajem zieleni jest także dość młoda, dzika lub pół-dzika roślinność o charakterze chwastów i krzewów, porastająca polany, niezagospodarowane place oraz skwery. Szczególnym typem zadrzewień są istniejące w wielu miejscach stare drzewa owocowe, najczęściej jabłonie – pozostałości sadów z czasów sprzed budowy osiedla oraz inne stare, kilkudziesięcioletnie drzewa, również pamiętające czasy wsi.
Wzdłuż głównych ulic Retkini, które zostały wytyczone jako pierwsze rosną ponad trzydziestoletnie topole. Ponadto osiedle z kilku stron otoczone jest przez tereny zielone: od północy jest to pas nieużytków – dawne pola PGR-u Brus oraz „Górka Retkińska”, a od południa – sztucznie zadrzewiony pas terenu oddzielający osiedle od linii kolejowej i lotniska. Ponadto z osiedlem graniczy Łódzki Ogród Botaniczny.
Dla mieszkańców osiedla największe jednak znaczenie jako obiekty rekreacyjne mają: oddalony od Retkini o ok. 1 km las Lublinek i park na Zdrowiu, które w okresie letnim są miejscem wypoczynku dla setek osób.

### Pozostałe obiekty na osiedlu
Na terenie Retkini znajdują się także inne ważne obiekty m.in. siedziba Państwowej Straży Pożarnej oraz komisariat Policji. Na podosiedlu Piaski funkcjonuje Dom Seniora.

### Ludność i demografia
Retkinię, na której pod koniec lat 80. żyło ok. 80 000 ludzi, zamieszkuje obecnie (przełom 2021/2022 r.) ok. 45 000 - 50 000 osób. Ponieważ Retkinia nie stanowi odrębnej jednostki administracyjnej, brak jest szczegółowych danych dotyczących populacji osiedla, niemniej jednak osiedla administracyjne, na które dzieli się Retkinia (obejmujące też Karolew i Smulsko) zamieszkują 59 672 osoby. Gęstość zaludnienia dla całego tego terenu wynosi ok. 8 000 os./km². Sama Retkinia, z uwagi na „wysoką” zabudowę charakteryzuje się gęstością zaludnienia rzędu 10 000 - 12 000 os./km²
Gdy od końca 1. połowy lat 70. władze przydzielały mieszkania na Retkini, zdecydowaną większość mieszkań otrzymywały dość młode małżeństwa z dziećmi w wieku przedszkolnym lub wczesnoszkolnym. Spowodowało to, iż struktura wiekowa populacji osiedla nie była typowa dla innych części miasta – bardzo mało było osób starszych, a blisko połowę ludności stanowiły dzieci i młodzież poniżej 18 roku życia. Sytuacja taka rodziła liczne problemy, m.in. związane z dostępem do szkół i przedszkoli; np. w ich wyniku przez kilka lat, do czasu wybudowania kilku nowych szkół zajęcia lekcyjne dla części uczniów odbywały się w specjalnie zaadaptowanych pomieszczeniach handlowo-usługowych, a w istniejących już szkołach nauka odbywała się w systemie dwuzmianowym.
Obecnie procesy demograficzne doprowadziły do tego, iż większość mieszkańców Retkini to osoby powyżej 50 roku życia, w dużej części emeryci. Osoby, które w latach 70. jako dzieci zamieszkały na osiedlu często opuszczają Retkinię i zamieszkują w innych częściach miasta. W sposób bardzo znaczący spadła liczba dzieci i młodzieży, co spowodowało m.in. likwidację 11 z 20 istniejących niegdyś przedszkoli i 3 z 6 żłobków. W wyniku opuszczania osiedla przez ludzi młodych, jak też niskiego przyrostu naturalnego w ostatnich latach liczba mieszkańców Retkini, jak i całej Łodzi, zmniejsza się – od końca lat 80. liczba mieszkańców spadła o ok. 1/3.

### Parafie na Retkini

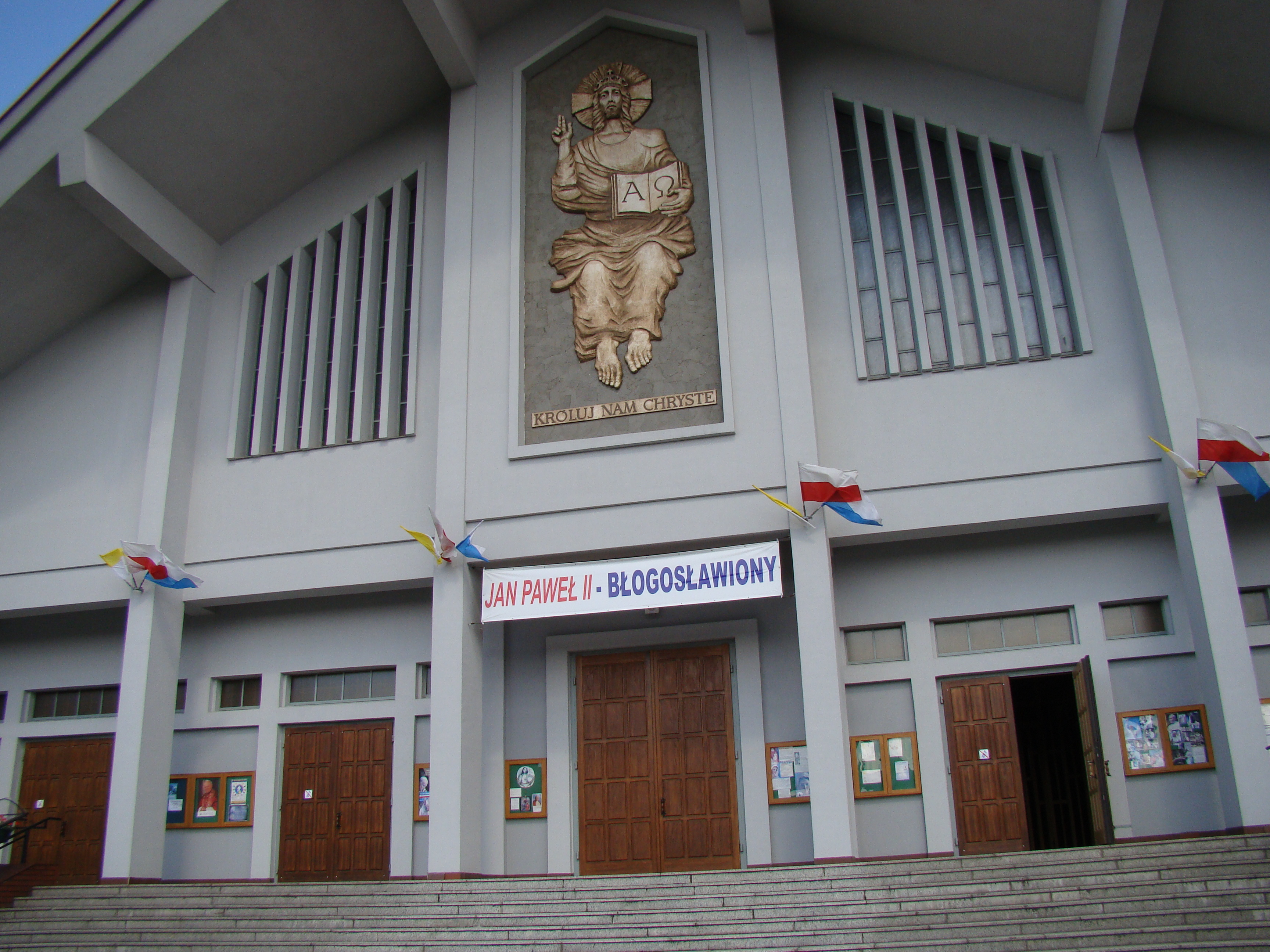
Kościół parafialny pw. Chrystusa Króla

Pod względem organizacji kościoła katolickiego retkińskie parafie wyznania rzymskokatolickiego, których obecnie jest 4, wchodzą w skład dekanatu Łódź-Retkinia-Ruda.
Do 1983 Retkinia stanowiła jedną parafię pw. Najświętszego Serca Jezusowego. Wraz z rozwojem osiedla i wzrostem populacji tworzono kolejne jednostki podziału administracyjnego kościoła. Na osiedlu istnieją:
- Parafia rzymskokatolicka pod wezwaniem Najświętszego Serca Jezusowego przy ul. Retkińskiej, na osiedlach Sympatyczna i Zagrodniki (erygowana w 1910)
- Parafia rzymskokatolicka pod wezwaniem Chrystusa Króla przy ul. Bandurskiego, na osiedlu Piaski, obejmująca także położone na wschód od Retkini osiedle Karolew (erygowana w 1983)
- Parafia rzymskokatolicka pod wezwaniem Św. Rodziny na osiedlu Retkinia-Północ (erygowana w 1989)
- Parafia rzymskokatolicka pod wezwaniem Najświętszej Eucharystii przy ul. Popiełuszki, na osiedlach Balonowa i Retkinia-Północ, obejmująca także położone na zachód od Retkini osiedla Smulsko i Lublinek (erygowana w 1989).

#### Inne związki wyznaniowe
Poza wiernymi Kościoła rzymskokatolickiego osiedle zamieszkuje też niewielka grupa wyznawców innych religii, spośród których najliczniejsi są Świadkowie Jehowy, którzy jednak nie posiadają swych obiektów kultowych na terenie osiedla, zaś najbliższe znajdują się na osiedlu Pienista. Na sąsiadującym z Retkinią, Karolewie mieści się zbór Kościoła Ewangelicznych Chrześcijan „Soli Deo Gloria”, będący częścią Kościoła Ewangelicznych Chrześcijan w RP.

### Komunikacja
Ulice stanowiące granice osiedla są zarazem jednymi z ważniejszych ciągów komunikacyjnych miasta. Kilkaset metrów na północ od Retkini przebiega droga wojewódzka nr 710, a do centrum miasta wiedzie dwujezdniowa Trasa W-Z.
Retkinia posiada dobrze zorganizowaną komunikację miejską obsługującą całe osiedle. Trzy linie tramwajowe kursujące aleją Wyszyńskiego, czyli główną arterią komunikacyjną, oraz liczne linie autobusowe okalające osiedle od północy i południa, obsługiwane są przez MPK.
Ponadto przez Retkinię przebiega trasa autobusowa PKS.

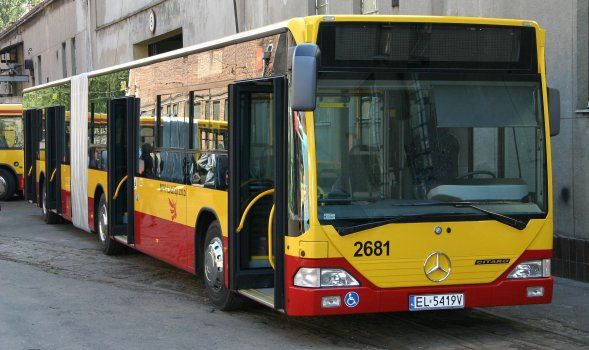
Mercedes Citaro nr 2681 – autobusy tej marki stacjonują w zajezdni Nowe Sady, która w większości obsługuje „retkińskie” linie komunikacyjne

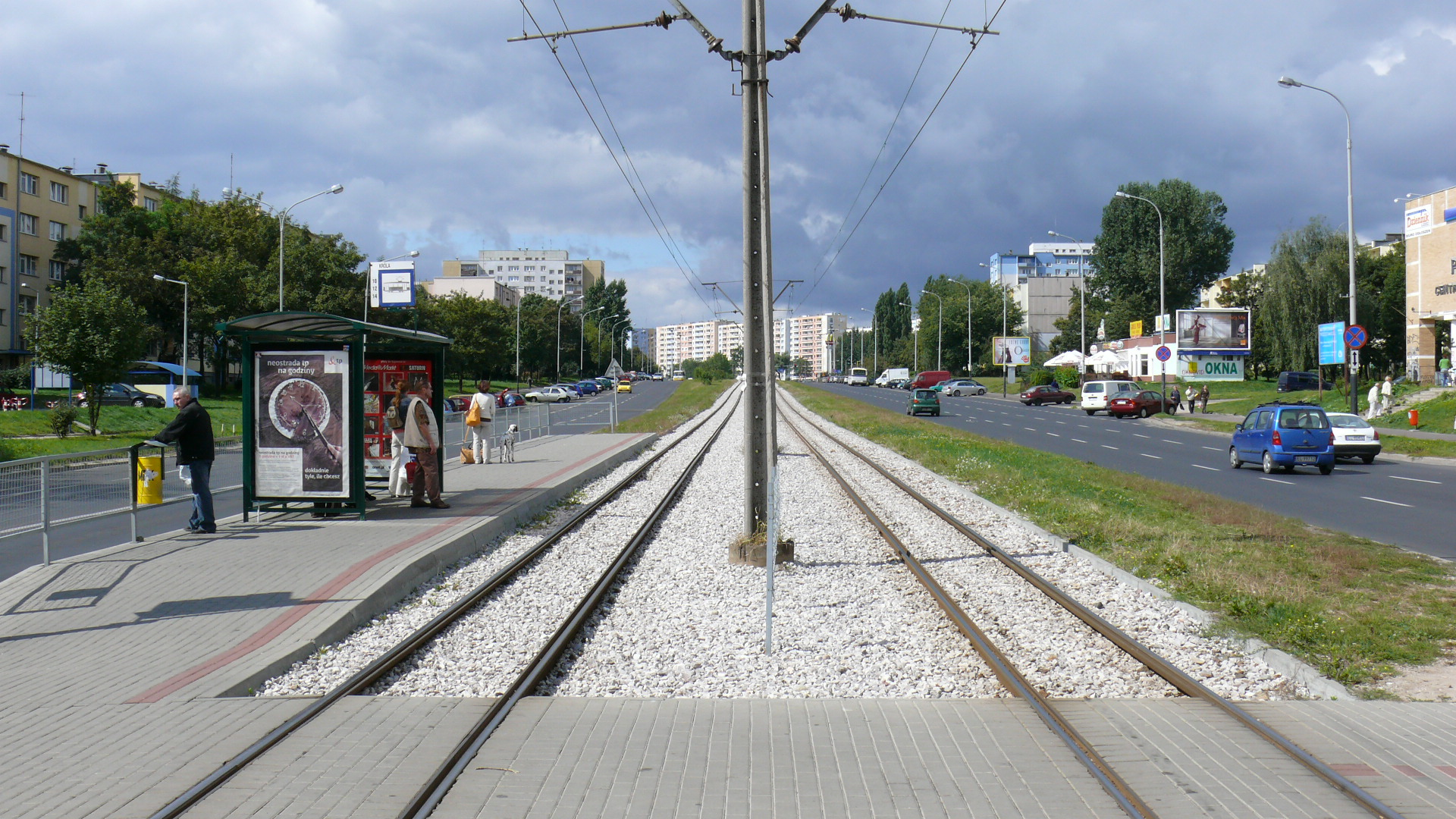
Aleja im. ks. kard. Stefana Wyszyńskiego – jeden z najważniejszych ciągów komunikacyjnych na osiedlu

#### Linie tramwajowe

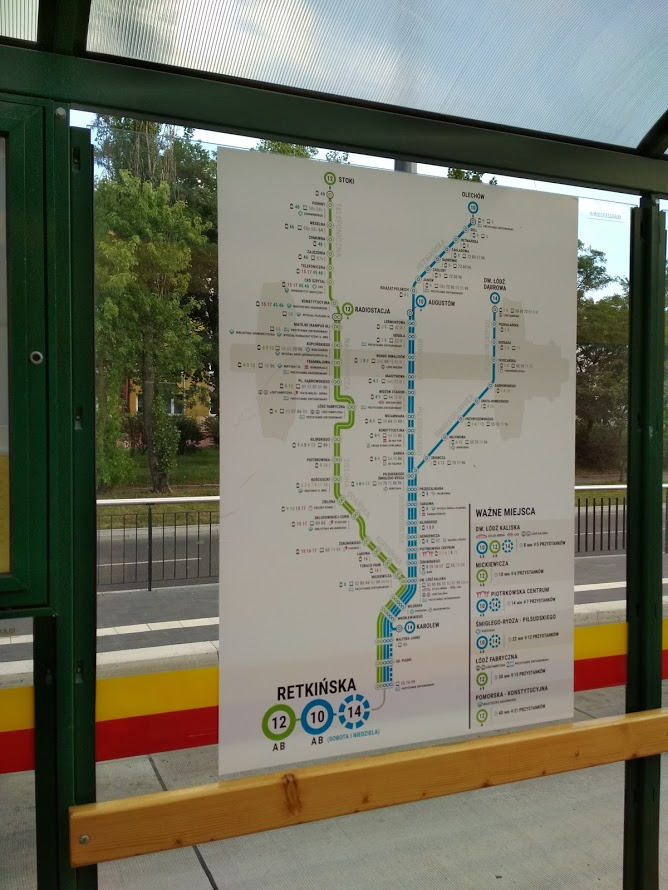
Informacja pasażerska na przystanku przy ul. Retkińskiej. W tle wizualizacja pomnika „Ośka”, leżącego nieopodal przystanku

Pierwsza linia tramwajowa (nr 19 zwana „fregatą”) prowadząca na Retkinię została uroczyście otwarta 30 kwietnia 1955 r. Obecnie przez teren osiedla przebiegają stałe trasy 4 linii tramwajowych, obsługiwanych przez Miejskie Przedsiębiorstwo Komunikacyjne – Łódź:
- 10A/10B – trasa: Retkinia (al. Wyszyńskiego) – Widzew Augustów / Olechów
- 12 – trasa: Retkinia – Stoki
- 14 – trasa: Retkinia – Dworzec Łódź Dąbrowa (kursuje w weekendy i święta)
- 18 – trasa: Retkinia – zajezdnia Telefoniczna (Stoki)

#### Linie autobusowe
Linie autobusowe MPK (dzienne):
- 55A – trasa: Retkinia (ul. Kusocińskiego) – Dworzec Łódź Dąbrowa
- 55B – trasa: Retkinia (ul. Kusocińskiego) – Park Młynek (kursuje tylko w wakacje)
- 65B – trasa: Lotnisko Lublinek (ul. gen. Maczka) – Radogoszcz Wschód (ulica Świtezianki)
- 68 – trasa: Retkinia (al. Wyszyńskiego) – Plac Niepodległości
- 69A – trasa: Retkinia (ul. Kusocińskiego) – Dworzec Łódź Widzew
- 69B – trasa: Retkinia (ul. Kusocińskiego) – Dworzec Łódź Widzew
- 76 – trasa: Retkinia (ul. Kusocińskiego) – Cmentarz „Szczecińska”
- 80A – trasa: Retkinia (ul. Wyszyńskiego) – Janów (kursy przez ZOO Orientarium)
- 80B – trasa: Retkinia (ul. Wyszyńskiego) – Janów
- 86 – trasa: Retkinia (ul. Kusocińskiego) – Dworzec Łódź Fabryczna
- 94 – trasa: Retkinia (al. Wyszyńskiego) – Lutomiersk
- 99 – trasa: Retkinia (al. Wyszyńskiego) – Radogoszcz Zachód (ulica 11. Listopada)
- G1 – trasa: Retkinia (al. Wyszyńskiego) – Łódzka Specjalna Strefa Ekonomiczna (ulica Gillette)
- G2 – trasa: Retkinia (al. Wyszyńskiego) – Łódzka Specjalna Strefa Ekonomiczna (Konstantynów Łódzki, ulica ks. Janika)

Linie autobusowe nocne MPK
Wszystkie linie autobusowe nocne w Łodzi zjeżdżają się w tzw. „punkcie przesiadkowym” (PP) na al. Kościuszki przy Zielonej, co ułatwia dojazd niemal w każdy koniec Łodzi. Autobusy zjeżdżają się w tym punkcie co 60 minut od nocy z niedzieli na poniedziałek do nocy z czwartku na piątek oraz co 30 minut w weekendy. Odjazdy odbywają się w godzinach 22:30 – 4:30 (w niedziele i święta do 5:30).
- N2 – trasa: Retkinia (al. Wyszyńskiego) – al. Kościuszki/Zielona (PP) – Radogoszcz Wschód (ulica Świtezianki)
- N7A – trasa: Retkinia (al. Wyszyńskiego) – al. Kościuszki/Zielona (PP) – Nowosolna
- N7B – trasa: Retkinia (al. Wyszyńskiego) – al. Kościuszki/Zielona (PP) – Zajezdnia tramwajowa przy ulicy Telefonicznej

#### Kolej

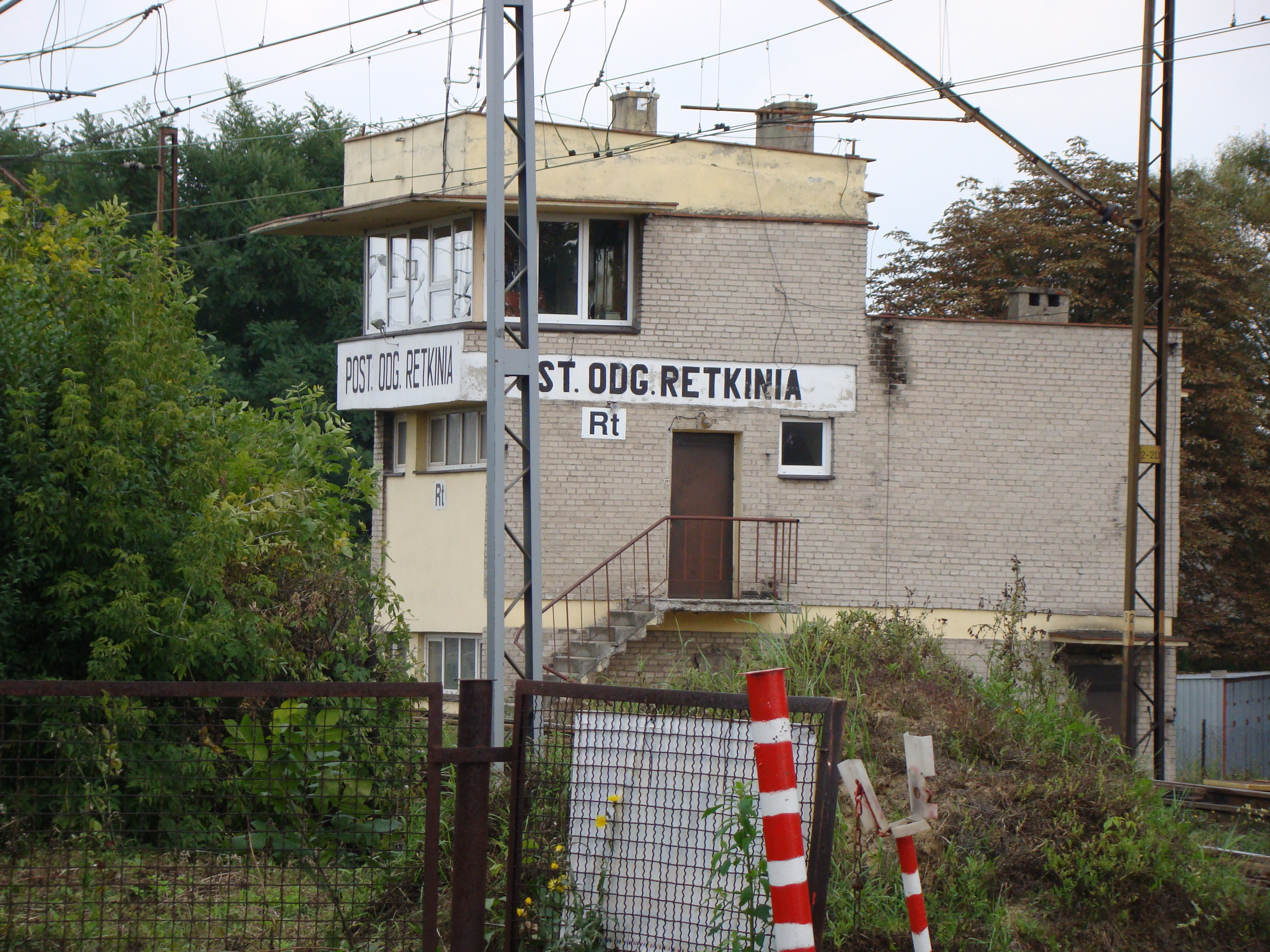
Posterunek odgałęźny Retkinia

Południową granicę Retkini wyznaczają tory kolejowe PKP dawnej linii Kolej Warszawsko-Kaliskiej łączącej dworce kolejowe Łódź-Kaliska oraz Łódź Chojny z Kaliszem i dalej z Poznaniem, Lesznem oraz z Wrocławiem. Linia ta przebiega przez Pabianice, Łask, Sieradz, a na stacji węzłowej Zduńska Wola Karsznice łączy się z magistralą węglową Herby – Gdynia.
Na wysokości ulicy Retkińskiej od 2021 roku funkcjonuje przystanek kolejowy Łódź Retkinia obsługujący ruch lokalny (ŁKA) oraz dalekobieżny. Ponadto na wysokości Retkini znajduje się posterunek odgałęźny Rt „Retkinia” oddzielający linię nr 14 od łącznicy nr 539 prowadzącą w kierunku Chojen. Najbliższą stacją jest dworzec kolejowy Łódź-Kaliska.

## Podział Retkini

### Osiedla administracyjne
Retkinia, jako osiedle nie stanowi administracyjnej całości i podzielona jest na dwie części. Granica obu części Retkini wytyczona jest sztucznie i biegnie wzdłuż ulicy Armii Krajowej. Jako osiedla administracyjne (jednostki pomocnicze gminy) wyodrębnione są:
- Osiedle Karolew-Retkinia Wschód – osiedle obejmujące wschodnią część Retkini oraz sąsiadujące z nią od wschodu osiedle Karolew
- Osiedle Retkinia Zachód-Smulsko – osiedle obejmujące zachodnią część Retkini oraz sąsiadujące z nią od zachodu osiedle Smulsko

Jednocześnie urzędowy łódzki System Informacji Miejskiej, utworzony głównie dla potrzeb oznaczania ulic, traktuje Retkinię jako jedno osiedle.

### Osiedla nieurzędowe

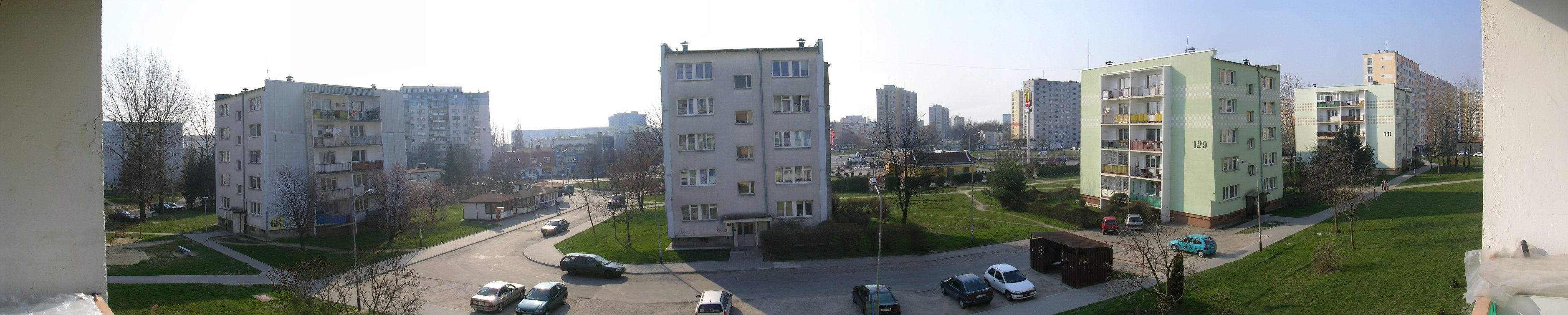
Panorama Retkini (osiedle Botanik/Hufcowa)

Znacznie częściej stosowanym i jedynym pokazywanym na planie miasta podziałem Retkini jest podział, według którego na osiedlu tym wyodrębnia się kilka podosiedli – zwykle 5, niekiedy 6, a sporadycznie nawet 7. Główne kryterium wyodrębnienia oparte jest tym, jaka spółdzielnia mieszkaniowa zarządza wielorodzinnymi budynkami mieszkalnymi na danym terenie, przy czym niekiedy mniejsze spółdzielnie są pomijane i administrowane przez nie bloki zaliczane są w obręb osiedla zarządzanego przez sąsiednią, większą spółdzielnię. Podosiedlami tymi są:
- Osiedle Retkinia – Północ (określane niekiedy slangowo jako „Kanada”), administrowane przez Spółdzielnię Mieszkaniową „Retkinia-Północ”[62] oraz Spółdzielnię Mieszkaniową „Polesie”[63] (2 bloki); granice – aleja Wyszyńskiego, Popiełuszki, Kusocińskiego, Armii Krajowej;
- Osiedle Balonowa (inna nazwa: Retkinia-Południe, slangowo „Dziki Zachód” lub „Dzikie”), administrowane przez Spółdzielnię Mieszkaniową „Retkinia-Południe” oraz Spółdzielnię Mieszkaniową „Polesie”[63] (9 budynków); granice – aleja Wyszyńskiego, Armii Krajowej, Maratońska, Popiełuszki;
- Osiedle Hufcowa (inna nazwa: „Botanik”), administrowane przez Retkińską Spółdzielnię Mieszkaniową „Botanik”[64]; granice – aleja Wyszyńskiego, Armii Krajowej, Kusocińskiego, Retkińska;
- Osiedle Piaski, administrowane przez Spółdzielnię Mieszkaniową „Piaski”; granice – aleja Wyszyńskiego, Retkińska, Kusocińskiego, aleja Bandurskiego;

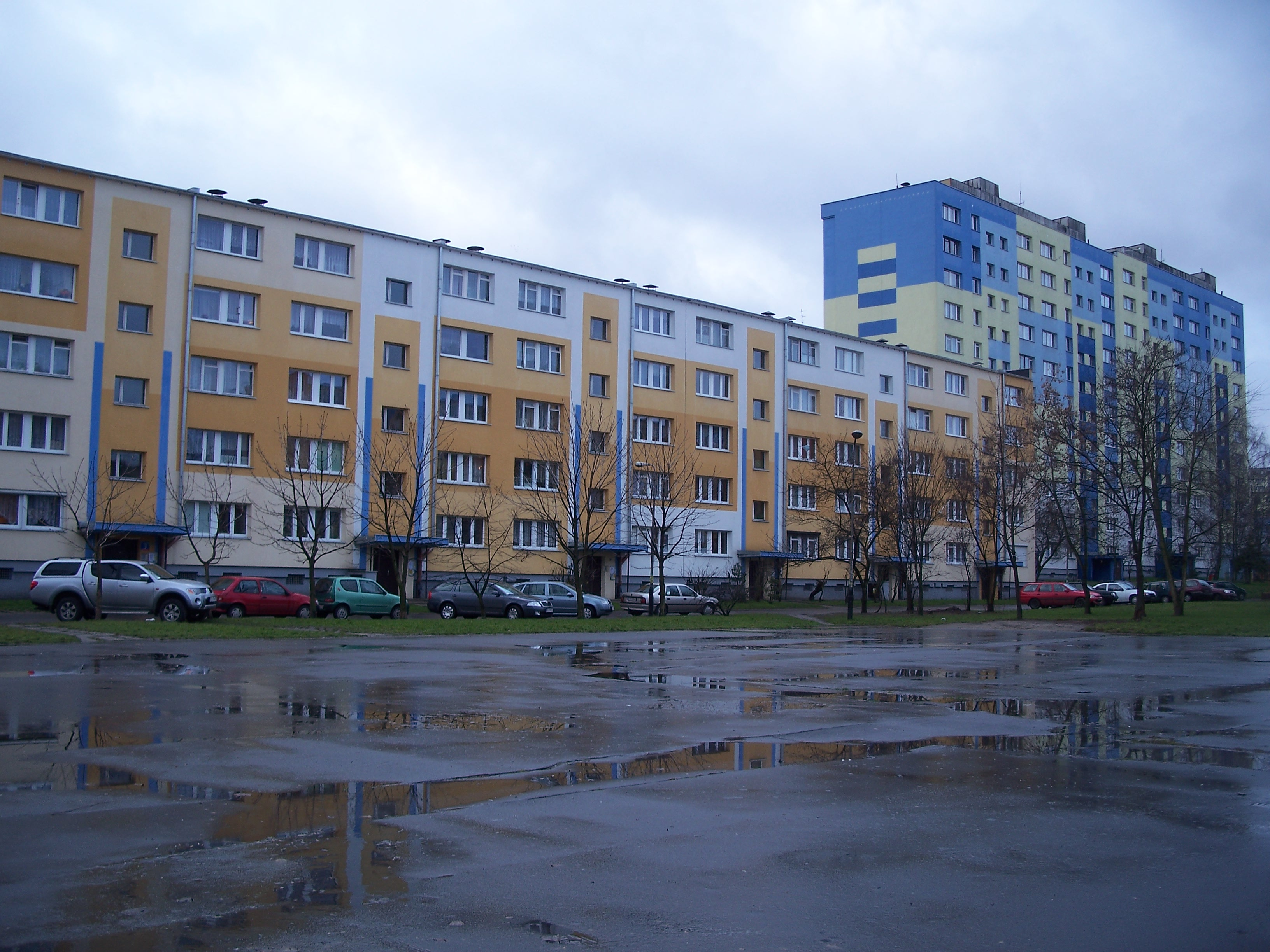
Bloki mieszkaniowe na Zagrodnikach

- Osiedle Zagrodniki, administrowane przez Spółdzielnię Mieszkaniową „Zagrodniki”; granice – aleja Wyszyńskiego, aleja Waltera-Janke, Maratońska, Retkińska;
- Osiedle Sympatyczna (określane niekiedy jako „Batalionów”, „Batalka” lub rzadziej „Zagrodniki II”), administrowane przez Spółdzielnię Mieszkaniową „Sympatyczna”[65]; granice – aleja Wyszyńskiego, Retkińska, Balonowa, Armii Krajowej.

Osiedla Retkinia – Północ i Balonowa wchodzą w skład osiedla administracyjnego Retkinia Zachód-Smulsko, zaś pozostałe retkińskie osiedla należą do osiedla administracyjnego Karolew-Retkinia Wschód.
Do Retkini błędnie zalicza się niekiedy także:
- Osiedle Pienista – obecnie oddzielne osiedle, położone na południe od torów kolejowych – dawne tereny rolne skupisk osadniczych: Retkinia Zagrodniki i Retkinia Mała Kolonia – zobacz przedwojenny podział Retkini
- Karolew – oddzielne osiedle, wcześniej skupisko osadnicze powstałe wokół zbudowanych na tym terenie 3. fabryk, w większości zamieszkiwany przez osoby wyznania ewangelickiego, dla porównania Retkinia była osadą typowo rolniczą (chłopską) z mieszkańcami o wyznaniu katolickim – drogą rozgraniczającą te dwie osady była późniejsza ulica Wspólna (obecnie Władysława Króla)
- Smulsko – położone na zachód od obecnej Retkini, dawne tereny rolne (folwark)

## Pomniki, rzeźby i miejsca historyczne

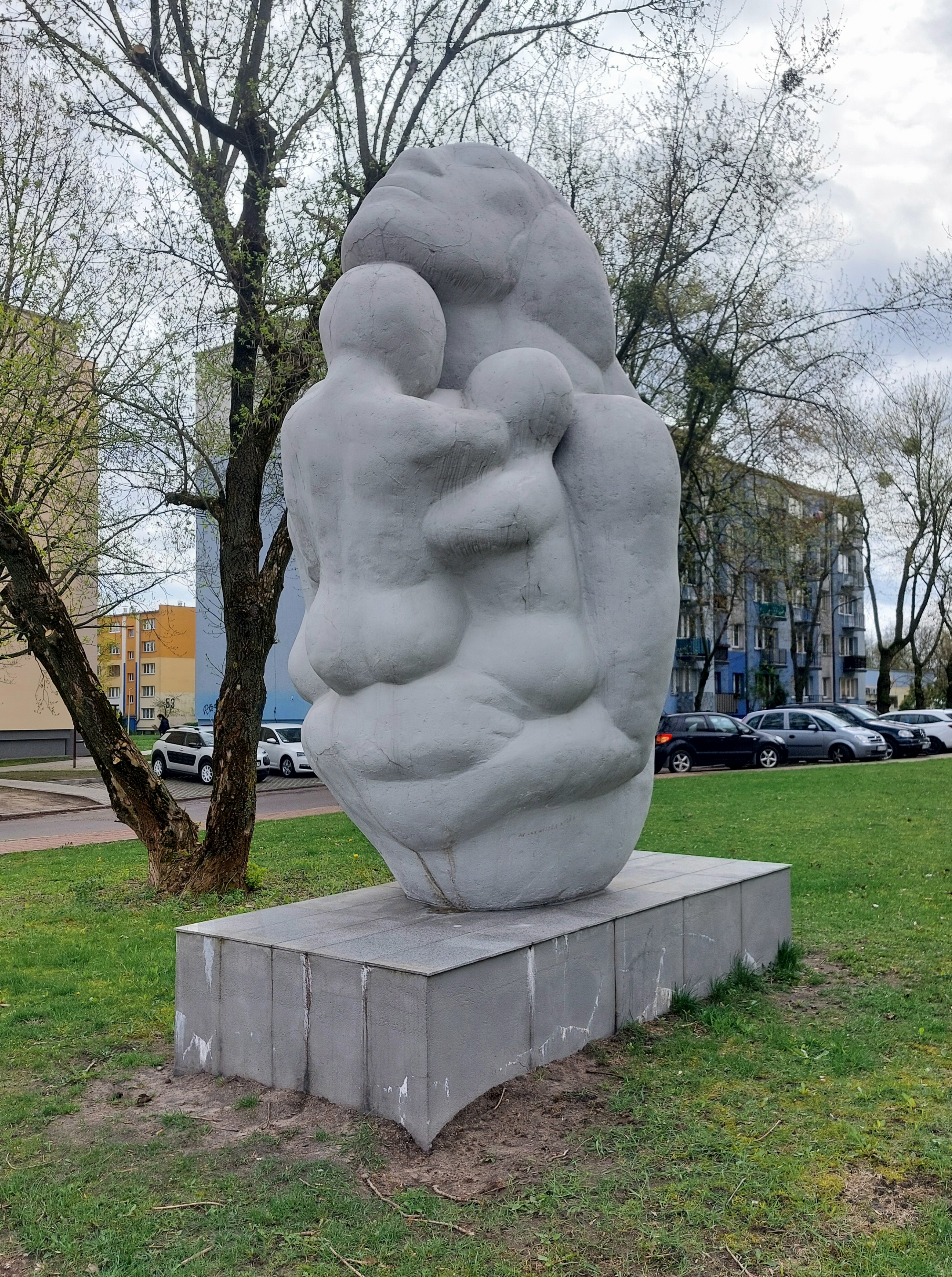
Rzeźba „Macierzyństwo” przy al. Wyszyńskiego

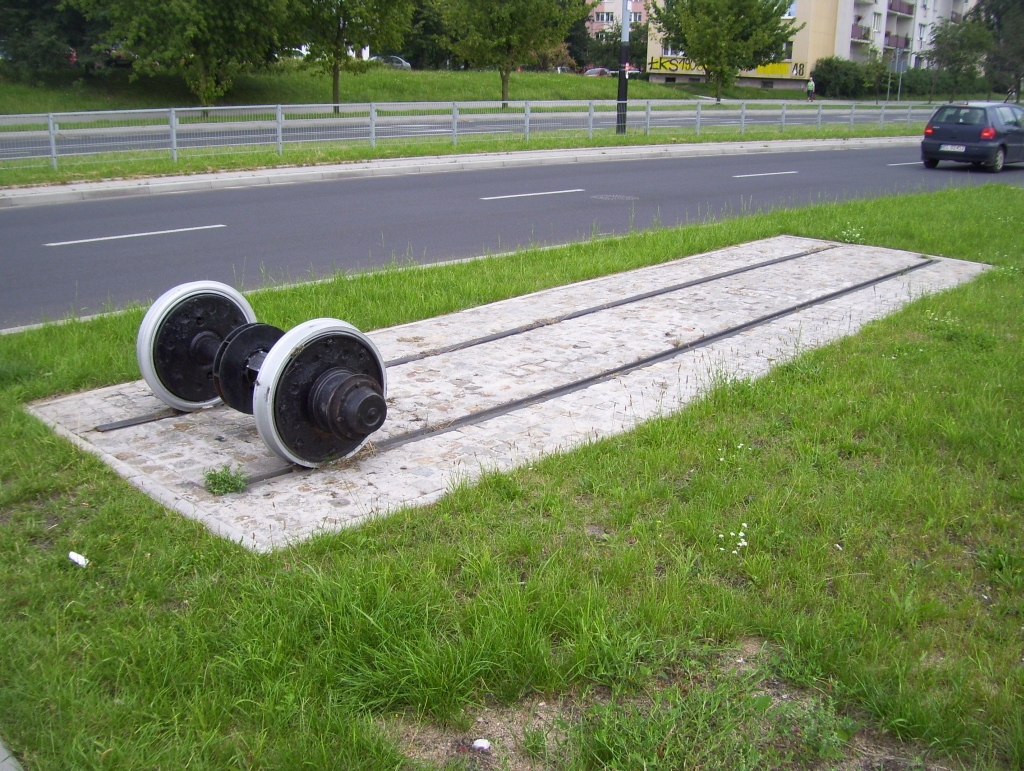
Pomnik „ośka” upamiętniający pierwszą linię tramwajową na Retkini – ufundowany przez Klub Miłośników Starych Tramwajów w Łodzi we współpracy m.in. z MPK Łódź

- Obelisk z 1919 roku ku czci poległych za ojczyznę na ul. Retkińskiej przy wjeździe do parafii Najświętszego Serca Jezusowego
- Pomnik na ul. Retkińskiej upamiętniający 600-lecie istnienia Retkini, wzniesiony w połowie lat 70. ze składek mieszkańców, z inicjatywy Waleriana Zuberta, przedstawiciela jednej z najstarszych rodzin retkińskich. Autorem pomnika jest Jan Hrycek i Ryszard Popow. Krzyż nad tablicą dodano po roku 1990[potrzebny przypis].
- Kamień węgielny pod budowę osiedla Piaski na al. Wyszyńskiego
- Kamień węgielny pod budowę osiedla Zagrodniki u zbiegu ulic Retkińskiej i Maratońskiej
- Kamień węgielny pod budowę osiedla Hufcowa (Botanik) u zbiegu ulic Retkińskiej i al. Wyszyńskiego
- Tablica ku pamięci Bartosza Głowackiego na ul. Retkińskiej przy ul. Florecistów
- Krzyż pamięci z 1983 roku na terenie parafii Najświętszego Serca Jezusowego
- Krzyż pamięci z 1996 roku na terenie parafii Najświętszego Serca Jezusowego
- Cmentarz Piaski-Retkińska
- Pomnik „ośka” upamiętniający pierwszą linię tramwajową na Retkini na skrzyżowaniu ul. Retkińskiej z al. Wyszyńskiego – ufundowany przez Klub Miłośników Starych Tramwajów w Łodzi
- Ulica Balonowa – fragment ulicy z dawną „wiejską” zabudową – zabytkowy drewniany dom zburzono latem 2007
- Fragment ul. Olimpijskiej (dawniej ul. Zagrodniki) na osiedlu Zagrodniki
- Pomnik kardynała Wyszyńskiego w rozwidleniu al. Wyszyńskiego przy zbiegu al. Bandurskiego i al. Waltera-Janke
- Nieistniejący już samolot TS-8 Bies umieszczony na specjalnym rusztowaniu przy przedszkolu nr 154
- Rzeźba „Bociany” autorstwa Michała Gałkiewicza u zbiegu al. Wyszyńskiego i al. Waltera-Janke znana powszechnie jako „bociany” – symbol retkińskiego blokowiska
- Rzeźba „Macierzyństwo” (zwana również: „matka z dziećmi” lub „Barbapapa”) przy al. Wyszyńskiego
- Rzeźba „Morela Retkińska” Ryszarda Popowa (przy współpracy Jana Hrycka)autorstwa, znana też jako kula „na wiaduktach” przy ulicach Maratońska i al. Waltera-Janke

### Na Retkini
Obiekty sportowe:

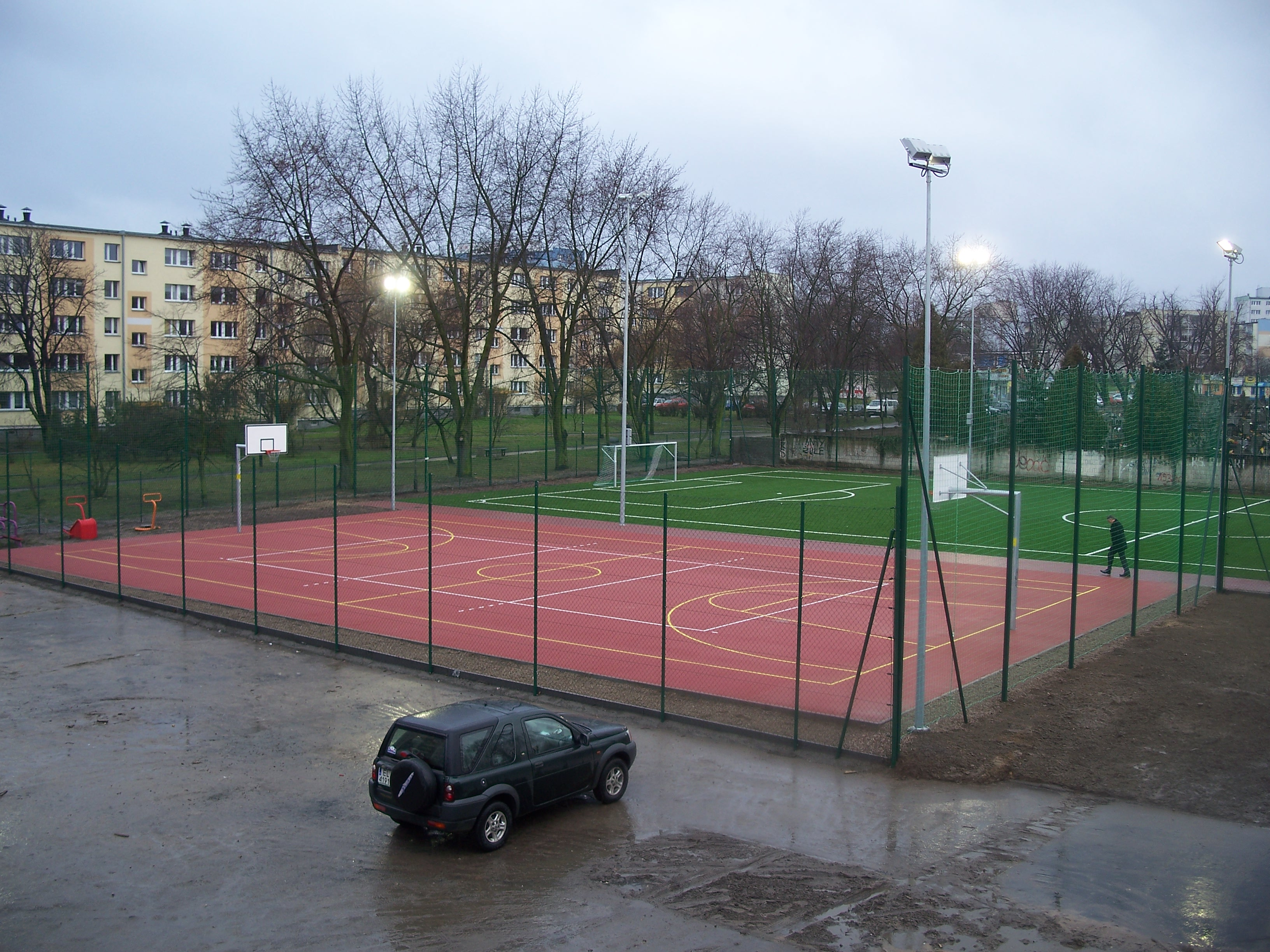
Boisko wielofunkcyjne „Orlik 2012” do gry w piłkę ręczną, koszykówkę oraz siatkówkę

- Kompleks Sportowy zbudowany w ramach rządowo-samorządowego programu „Orlik 2012” i korty do tenisa ziemnego przy Szkole Podstawowej nr 41 (osiedle Piaski)
- Korty wraz ze ścianką do gry w tenisa ziemnego na Zagrodnikach oraz teren przyszkolny SP nr 137 oraz Gimnazjum nr 20
- Kompleks rekreacyjny na osiedlu Retkinia-Północ przy XXXIII LO
- Kompleks rekreacyjny na osiedlu Balonowa między SP nr 67 a Pałacem Młodzieży
- Lodowisko na osiedlu Balonowa
- Plac Bartosza Głowackiego z boiskiem do gry w piłkę nożną „Saharą”
- „Dołek” na osiedlu Zagrodniki
- Dwa baseny kryte (przy szkołach podstawowych nr 19 i 137)

Obiekty handlowe:

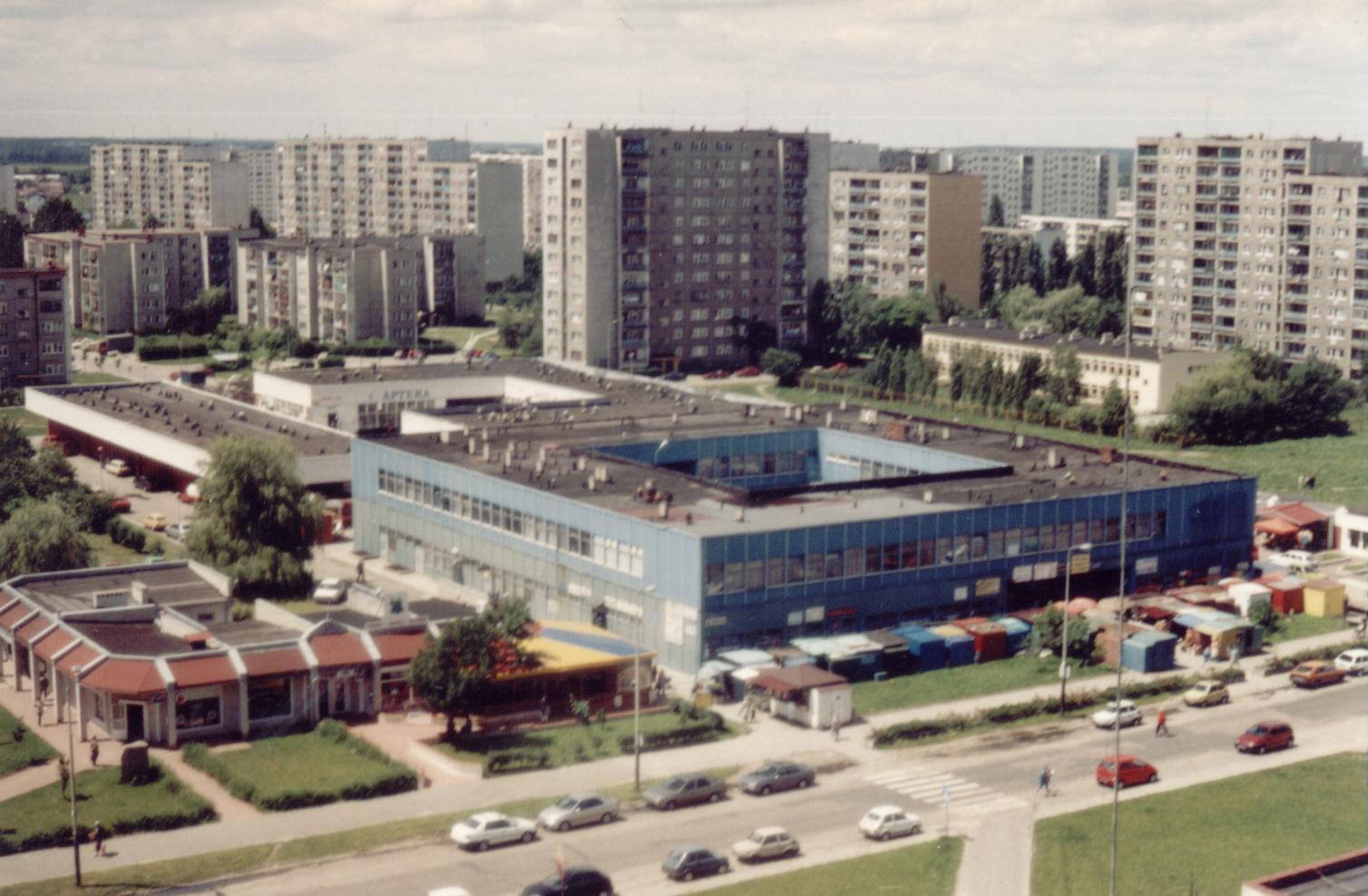
Panorama osiedla (zdjęcie z roku 1999, sprzed pomalowania bloków), na pierwszym planie zespół pawilonów handlowych i sklepów przy ul. Armii Krajowej, w tym „Niebieski pawilon”

- Centrum Handlowe „Piaski” przy alei Wyszyńskiego
- Centrum Handlowe Retkinia, usytuowane u zbiegu ulic Retkińskiej i Maratońskiej.
- Centrum Handlowe „Galeria Retkińska” – oddane do użytku na początku 2009 roku, umiejscowione u zbiegu alei Wyszyńskiego i ulicy Armii Krajowej
- Zespół pawilonów handlowych i usługowych, położony po obu stronach ul. Armii Krajowej, w tym m.in. „Niebieski Pawilon”, Centrum Handlowe „Pod Topolami” oraz pawilony handlowo-usługowe po wschodniej stronie ulicy
- Markety: Aldi, Biedronka(3), Carrefour, Delikatesy Centrum(2), Lidl, Netto(2) oraz Stokrotka(2)
- „Okrąglak” u zbiegu alei Wyszyńskiego i ul. Retkińskiej

Pozostałe:
- Polana długości ok. 1,5 km wzdłuż ul. Maratońskiej, miejsce spotkań i grillów, a także opalania się i gry w piłkę nożną
- Stacja elektroenergetyczna GPZ 110 kV/15 kV „Retkinia” na osiedlu Piaski przy ul. Władysława Króla z wjazdem od al. Bandurskiego
- Najdłuższy wieżowiec na Retkini nr 17: 12 kondygnacji, 10 klatek schodowych, 344 mieszkania
- Ogrodzony plac z ławkami na osiedlu Hufcowa (Botanik)
- Górka Retkińska (zwana również Górką na Brusie lub Śmieciową Górą) zlokalizowana poza Retkinią, przy jej północnej części, u zbiegu ulic: Kusocińskiego, Armii Krajowej oraz al. Kornika-Juszczakiewicza

### W najbliższej okolicy osiedla

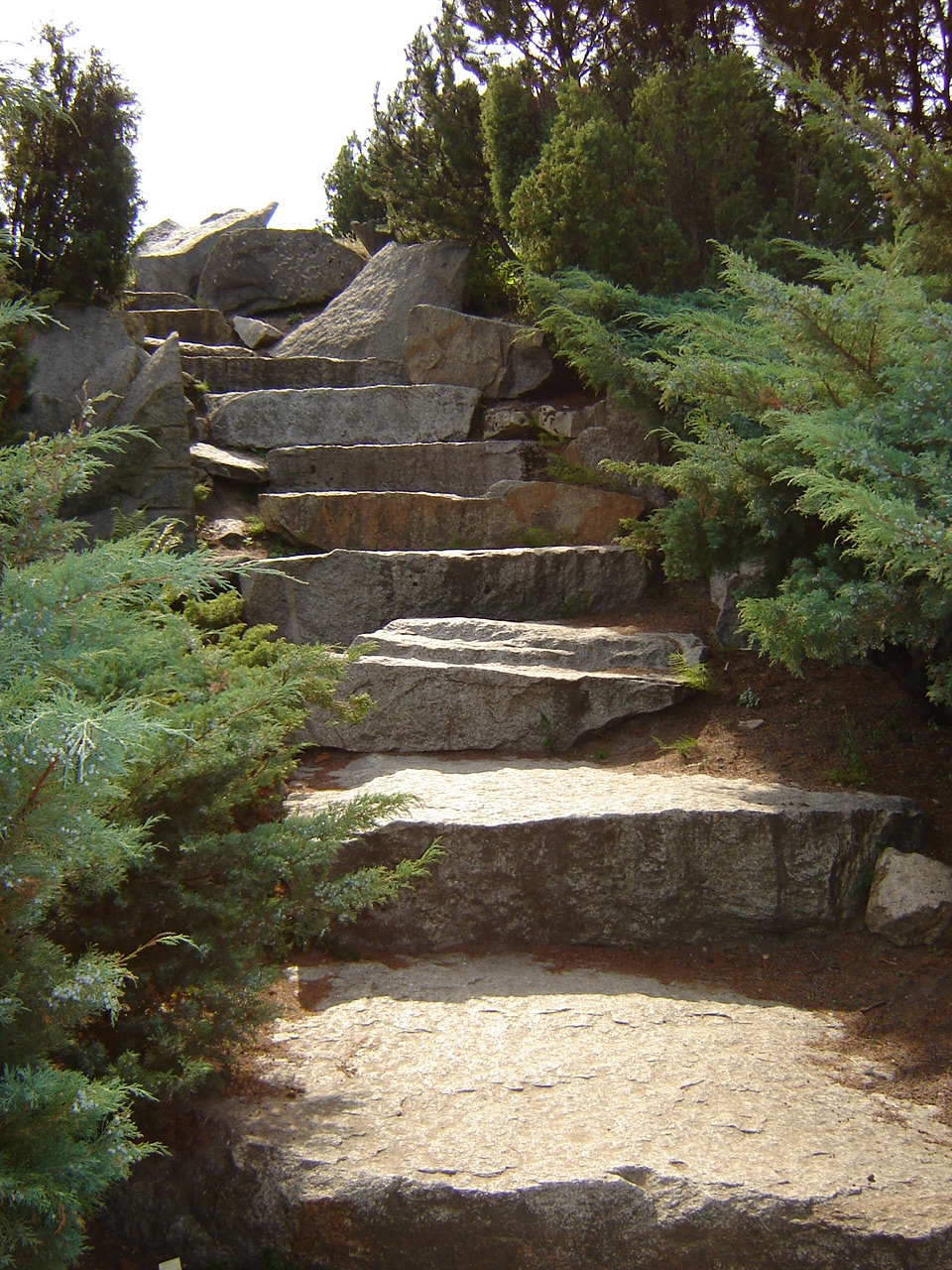
Fragment sąsiadującego od północy z Retkinią Ogrodu Botanicznego im. J. Mowszowicza

- Łódzki Ogród Botaniczny im. Jakuba Mowszowicza
- Park na Zdrowiu, a w nim:
  - Miejski Ogród Zoologiczny w Łodzi
  - Łódzki lunapark (wesołe miasteczko)
  - Pomnik Czynu Rewolucyjnego
  - Rezerwat przyrody Polesie Konstantynowskie
  - Kąpielisko Fala (aquapark)
- Stadion Miejski w Łodzi, na którym mecze rozgrywa drużyna Łódzkiego Klubu Sportowego
- Hala Atlas Arena
- Dworzec kolejowy Łódź Kaliska
- zajezdnia autobusowa MPK
- Port Lotniczy im. Władysława Reymonta
- Aeroklub Łódzki
- Koszary Oddziału Prewencji Policji – do 1990 roku koszary ZOMO
- Las Lublinek w Łodzi
- Fabryka koncernu Gillette
- Fabryka czekolady
- Grupowa Oczyszczalnia Ścieków w Łodzi